# Saab 9-3
Saab 9-3 — передньопривідний чотирьох та п'ятидверний седан та універсал середнього класорозміру, а також на його базі трьохдверне купе та двохдверний кабріолет, що виробляються шведською автобудівною фірмою Saab Automobile в місті Тролльгеттан. Модель 9-3 будується з 1998 року. На авторинку в цьому класорозмірі вона прийшла на заміну Saab 900.
Німецьке дослідження ADAC і Dekra у 2010 році показало, що SAAB 9-3 має найнижчий рівень ремонту несправностей серед автомобілів того ж класу. Після 50 000 кілометрів використання 93,1% автомобілів не потребують ремонту на заводі, а 84,2% автомобіля не потребує ремонту після 100 000 кілометрів, потребує ремонту на заводі.

## Покоління та модифікації
На сьогодні збудовано два покоління Saab 9-3:
- Saab 9-3 I (1998-2003)
- Saab 9-3 II (2002-наш час)

- з кінця 2010 року друге покоління Saab 9-3 одержало facelifting, тобто трохи перероблений зовнішній дизайн.

- в 2004–2006 роках для американському авторинку в Японії вироблялася скорочена модель-модифікація Saab 9-2X

В другому поколінні, як і інші автомарки преміум-класу, Saab відмовився від модифікації хетчбек, залишивши основні модифікації седан та універсал (комбі).
Кузовні модифікації
- седан - Sport Limusine або Sport Sedan
- універсал - Sport Combi
- кросовер - має в індексі додаткову літеру "X" (Saab 9-3X)
- кабріолет - Cabriolet

Модифікації за внутрішнім обладнанням
- Salomon
- Vector
- Griffin
- Aero

## Saab 9-3 I YS3D (1998–2003)

### Saab 9-3 Classic
У 1998 році з'явився рестайлінговий 900-й, автомобіль отримав нове позначення 9-3 та заводський код YS3D. В основі лежить платформа автомобіля Opel Vectra A. Як і в моделі 900, Saab використовував технічні засоби американського концерну General Motors, що призвело до випуску першого в історії марки дизельного двигуна. Використовуючи двигун B204 (B204E), розроблений на основі двигуна з низьким наддувом B204L на останньому поколінні Saab 900, перше покоління Saab 9-3 також є першою моделлю Saab, яка використовує дизельний двигун. Продовжуючи свою традицію, модернізував модель 9-3 двигунами (сімейство двигунів SAAB H Engines), до 2000 року в основному агрегати з турбонаддувом, а з 2001 року тільки двигуни з турбонаддувом.
Використовуючи двигун B204 (B204E), розроблений на основі двигуна з низьким наддувом B204L на останньому поколінні Saab 900, перше покоління Saab 9-3 також є першою моделлю Saab, яка використовує дизельний двигун. Цей дизельний двигун походить від Opel, який поділяє двигун з Vectra.
Виробник запевнив, що було внесено близько 1100 виправлень і поліпшень, при цьому візуально обидві моделі відрізняються лише деталями, тобто розміщення номерного знака між задніми ліхтарями, третій стоп-сигнал перенесено на скло, бампери, решітку радіатора, двері багажника, чотириспицеве кермо з радіоуправлінням, новий SID з цифровим годинником і нові сидіння більш зручної форми.
Порівняно з Saab 900 суттєво покращив плавність ходу та керованість, покращив складний кузов, додав подушки безпеки при бокових ударах та активні підголівники. І він оснащений оригінальною нічною панеллю автомобільного заводу Saab, яка може вимикати освітлення панелі приладів, за винятком необхідної інформації, щоб водії могли менше відволікатися під час водіння вночі.
Перший Saab 9-3 був доступний як п'ятидверний хетчбек, тридверний універсал і кабріолет. Коефіцієнт лобового опору (cw) становив 0,34. Додаткові частини також доступні як аеродинамічний комплект.

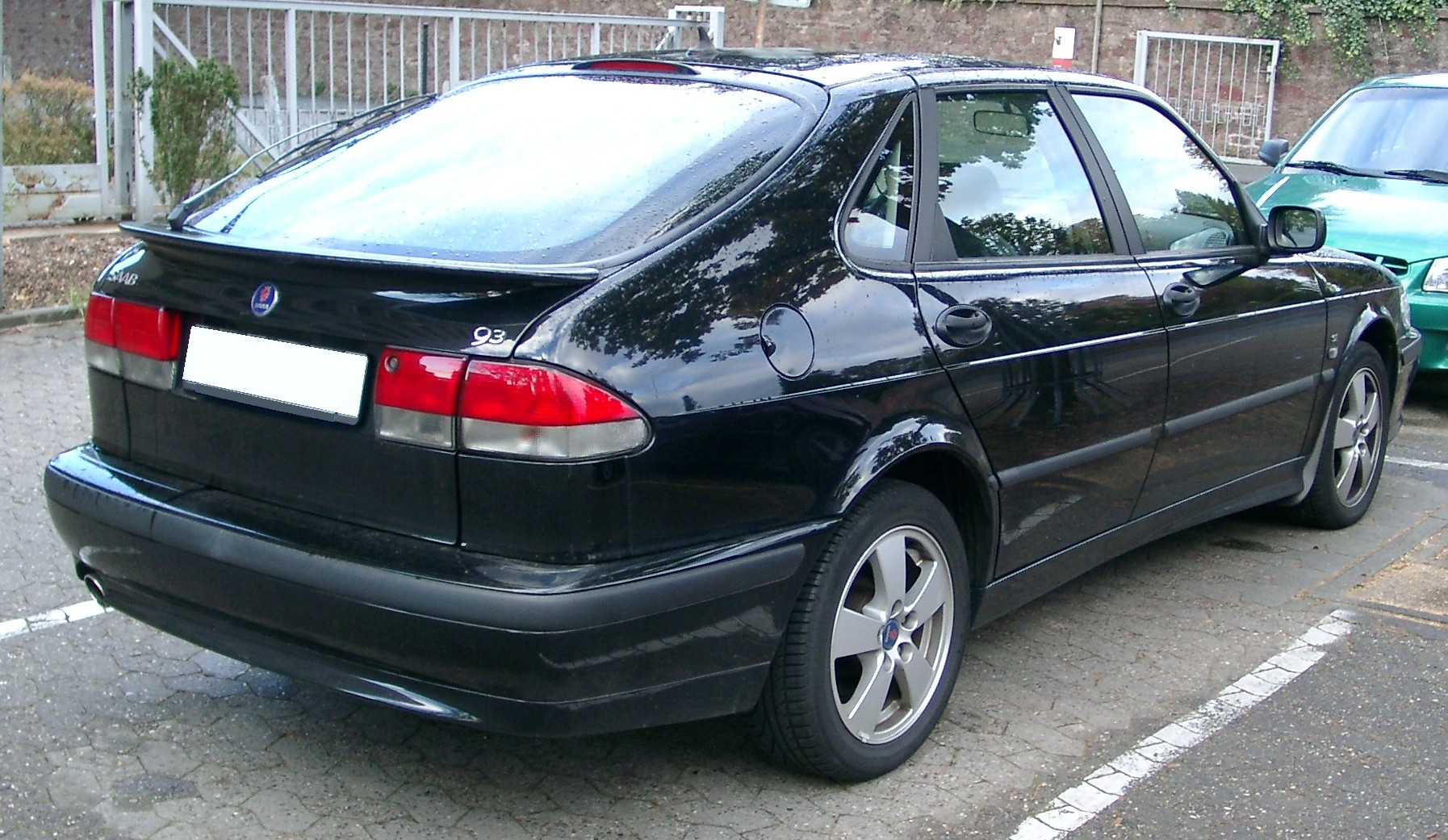
Saab 9-3 I - Limousine
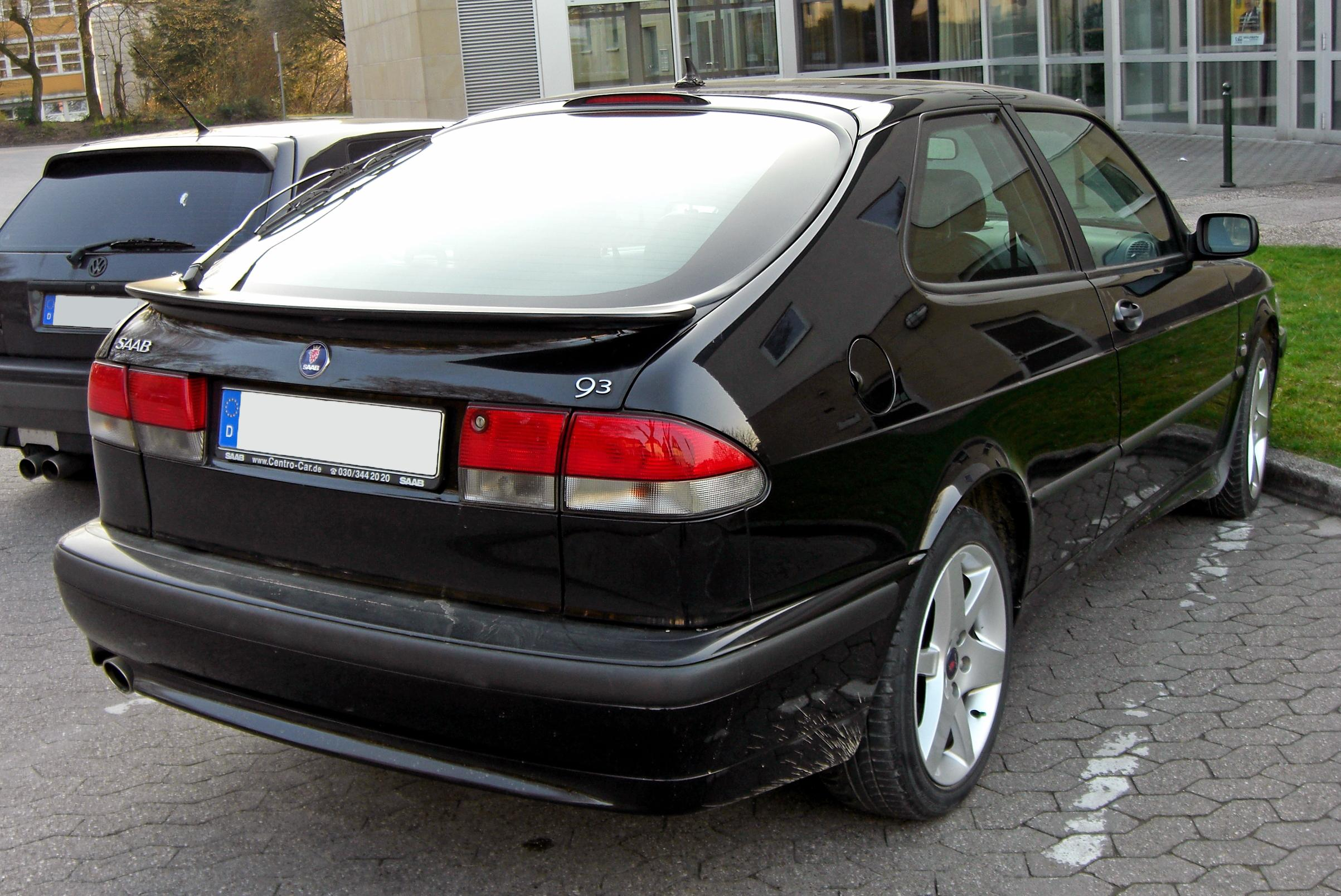
Saab 9-3 I - Coupé
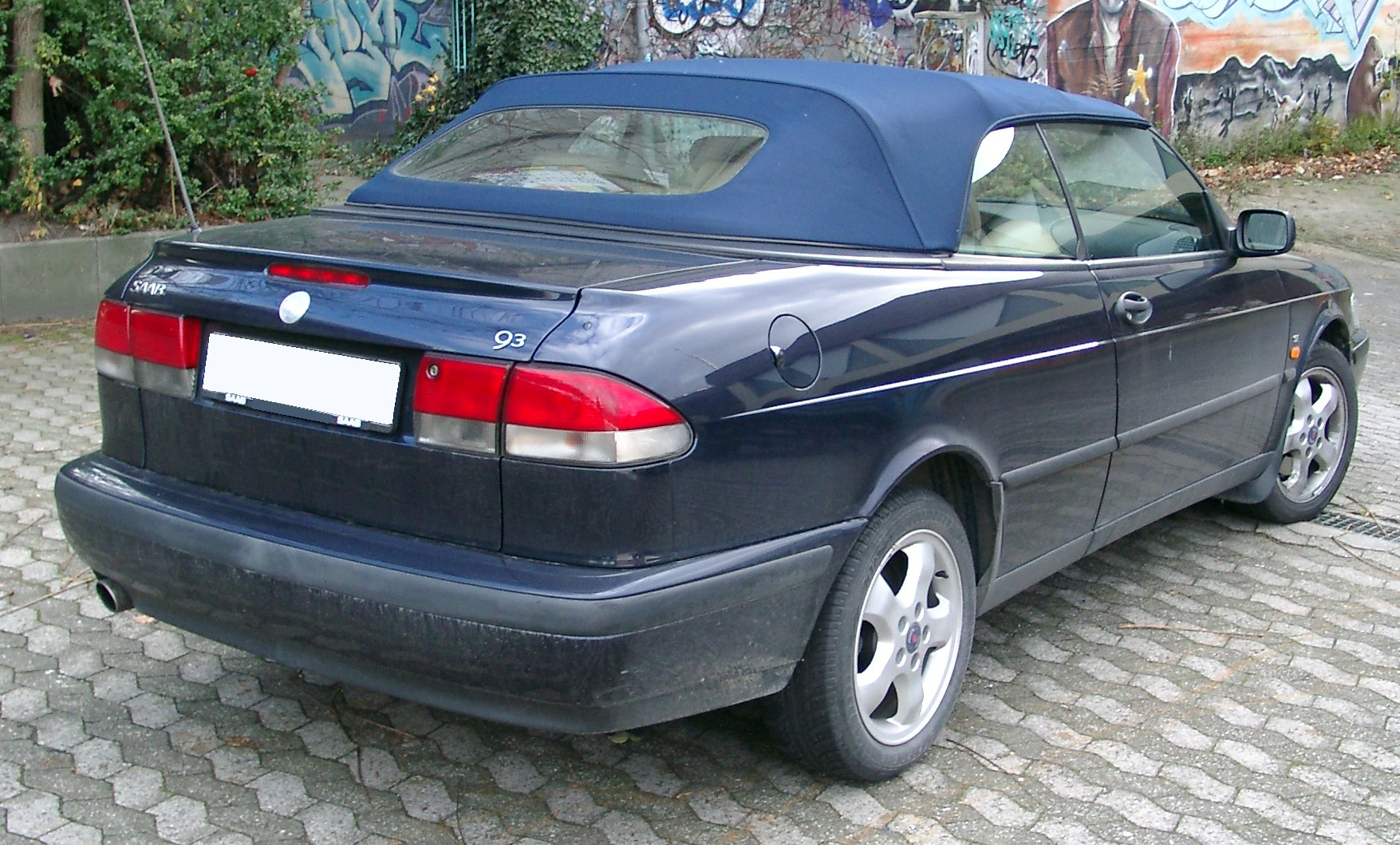
Saab 9-3 I - Cabrio
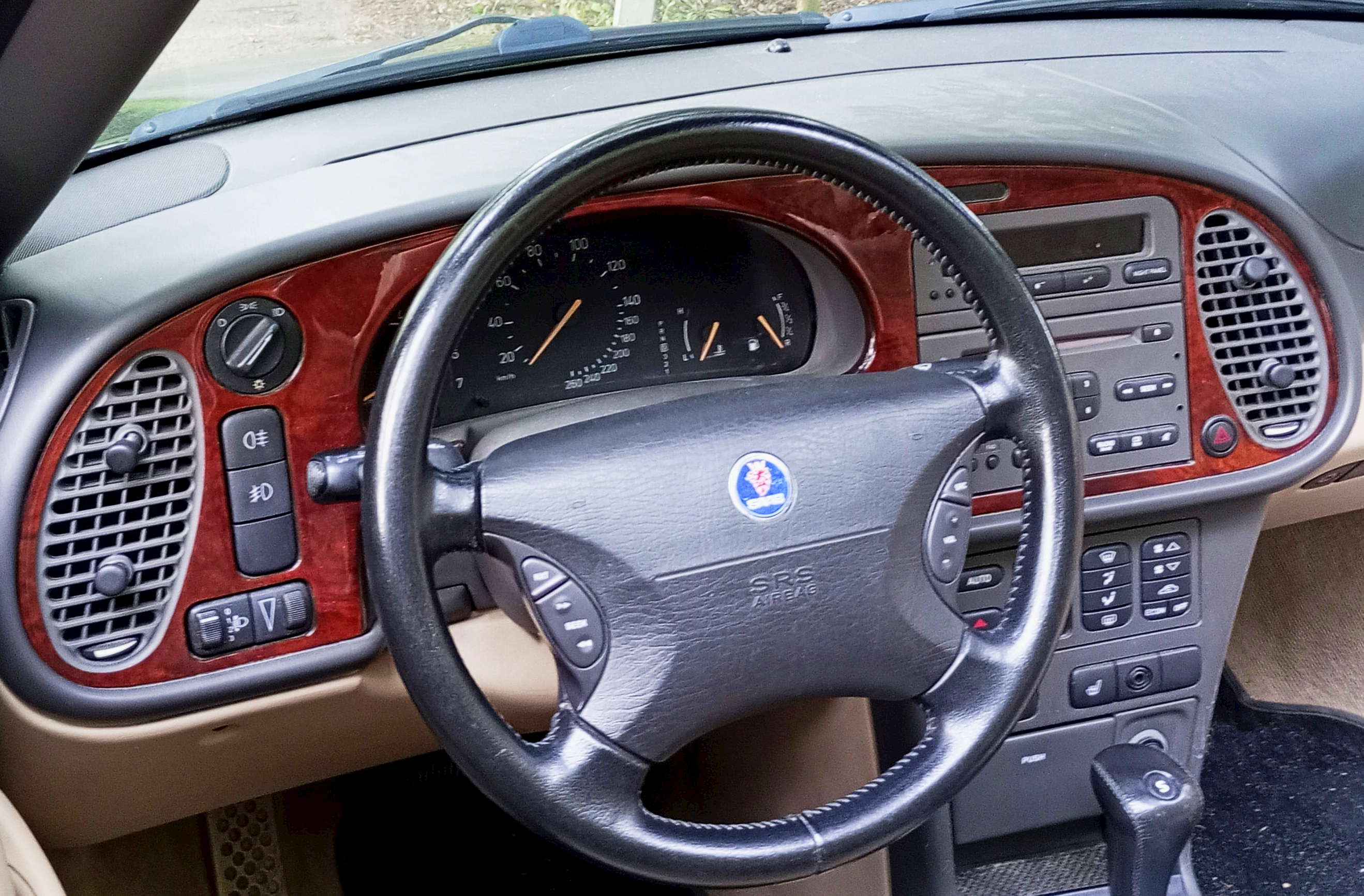

### Спеціальні серії
- Saab 9-3 HOT Aero

Перша спортивна версія Saab 9-3 HOT (High Output Turbo), випущена на ринок у 1999 році, вона оснащена спеціальною шкіряною оббивкою з ефектом пам’яті. Двигун B204R має потужність 200 кінських сил і 283 Нм крутного моменту. Зовні він базується на версії SE як перше покоління моделі Aero. Однак він оснащений більш спортивною підвіскою, ніж версія SE, 16-дюймовими дисками і спойлером.
- Saab 9-3 Aero

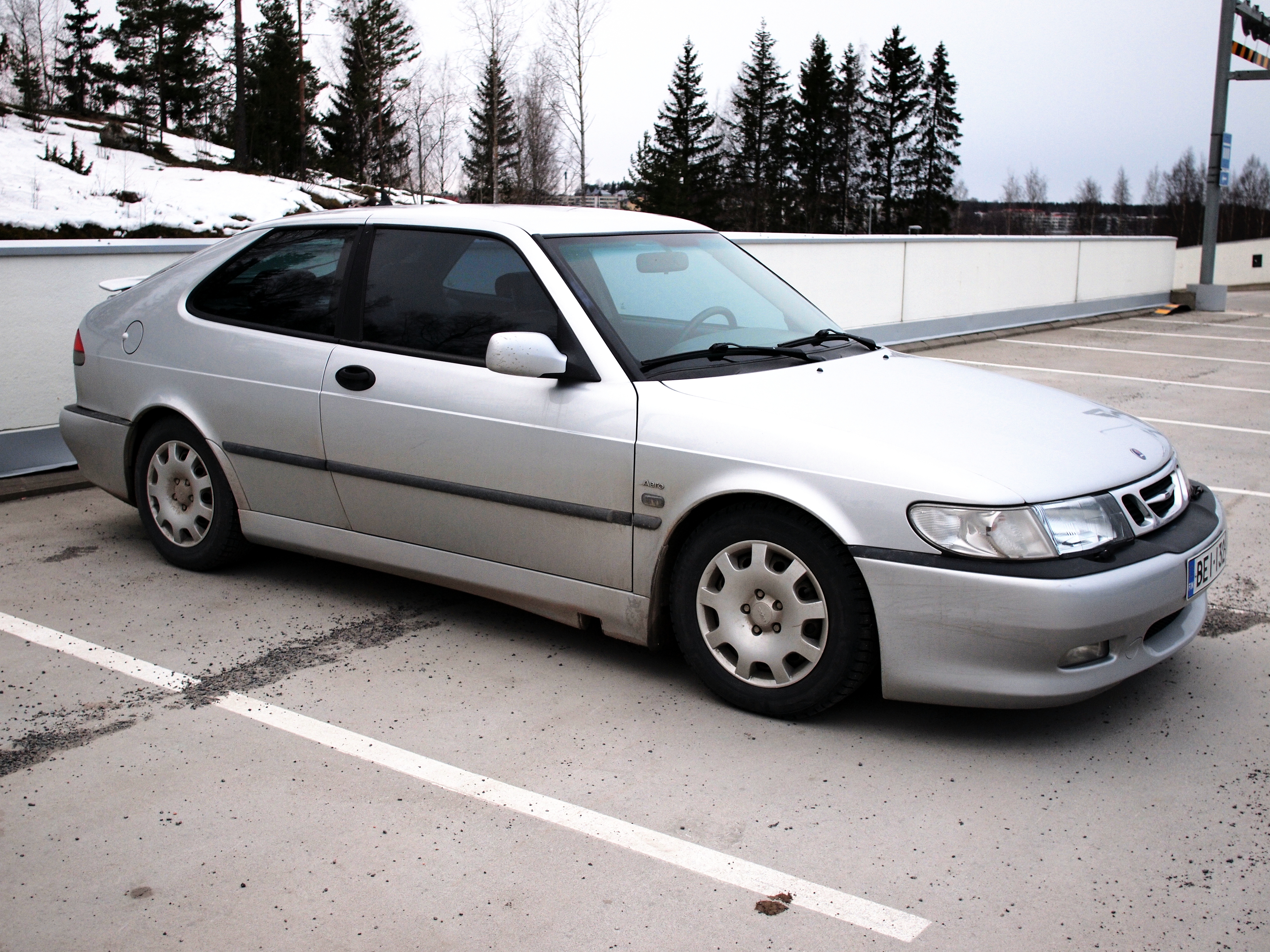
Saab 9-3 I - Aero

Ця версія є другою спортивною версією моделі. Він замінює версію HOT у 2000 році та має ту саму внутрішню та зовнішню обробку, а також 16-дюймові диски.
Від Hot він відрізняється наявністю логотипу «Aero» та більш ефективним і економічним двигуном нового покоління.
Його двигун 2,0 літри B205R розвиває 205 кінських сил, 151 кВт і 280 Н·м крутний момент, завдяки високому тиску Mitsubishi турбо.
0 до 100 км/год: 7'3с; 1000m DA:27'4 c; Vmax: 240км/год.
У перших двох звітах він оснащений системою контролю тяги та обмежувачем крутного моменту.
У 2001 році версія Aero отримала обвіс моделі Viggen за винятком спойлера. Він також має ту саму оббивку. Він також оснащений спеціальними 17-дюймовими дисками «Double Y». Ця серія була видана дуже обмеженою версією 1500 примірників.
- Saab 9-3 SE

- Saab 9-3 Viggen

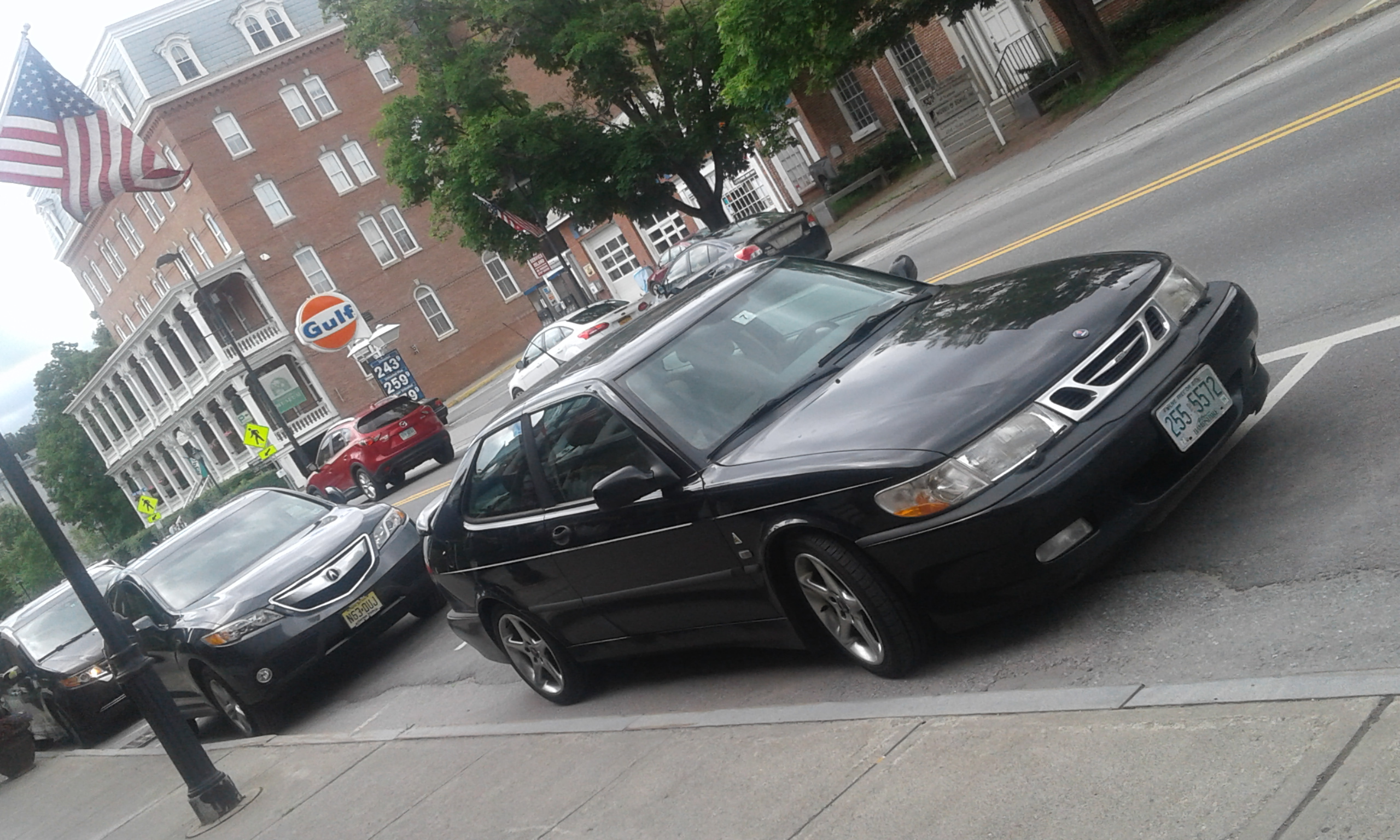
Saab 9-3 I - Viggen

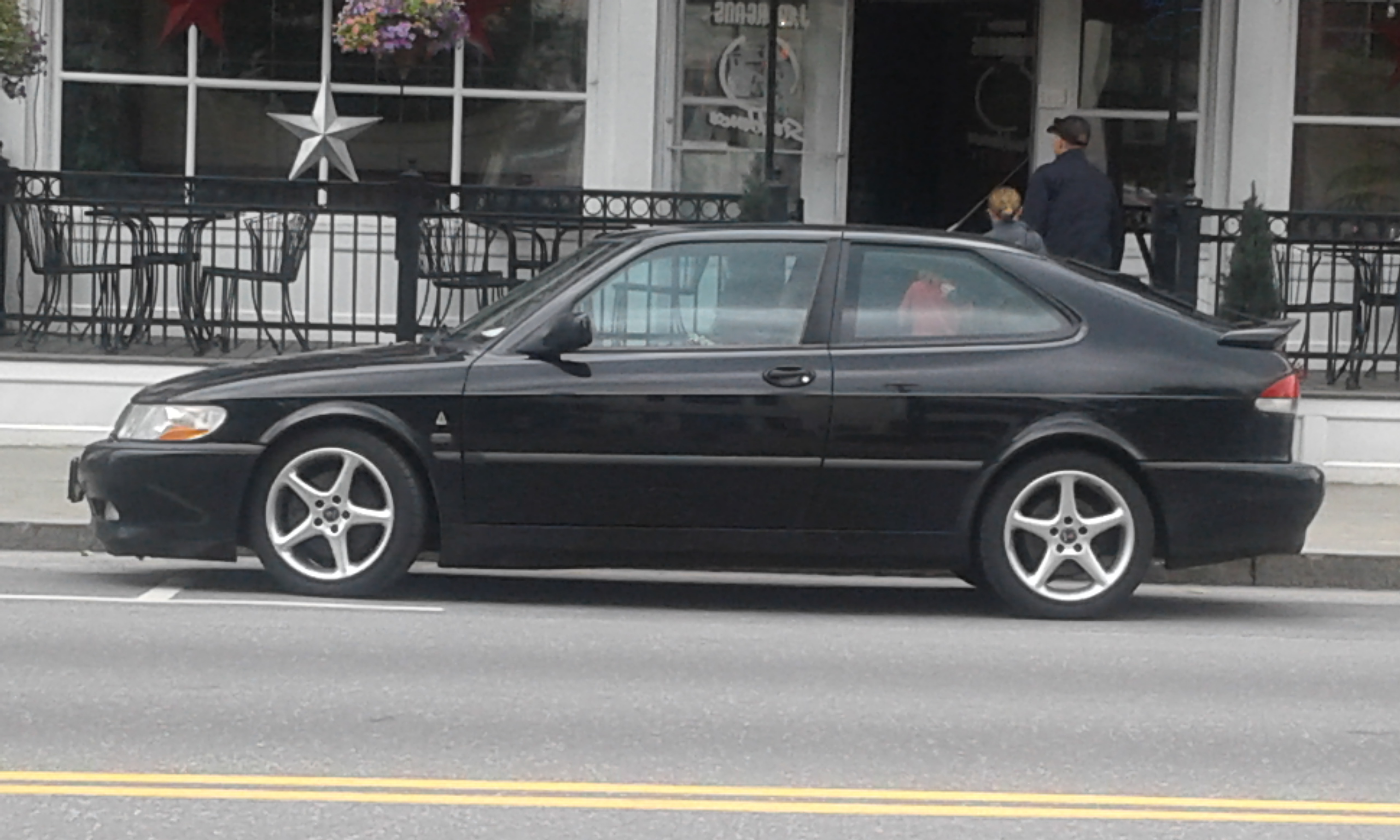
Saab 9-3 I - Viggen

У 1999 році з'явилася лімітована спортивна версія 9-3 Viggen(швед. Thunderbolt). Він був названий на честь винищувача Saab 37 Viggen, розробленого Saab AB, колишньою материнською компанією.
Автомобіль 1999-2002 року випуску з повним приводом (первинний турбокомпресор діаметра від Mitsubishi) та 2,3-літровим двигуном з турбонаддувом (B235), 225 кінських сил (168 кВт, 228 кінських сил), пізніше модернізований до 230 кінських сил B235R (172 кВт, 233 кінських сили) завдяки турбіні Mitsubishi високого тиску 1,4 бар. Технічно шасі модифіковано підвіску, збільшені гальмівні диски, оптимізовану спортивну вихлопну лінію, більший інтеркулер і посилене зчеплення. Розгін від 0 до 100 кілометрів займає 6,4 секунди, а максимальна швидкість обмежена електронікою на позначці 249 км/год. Було випущено 4600 екземплярів, у тому числі 2000 призначених для США.
У 1999 році Saab Viggen став першим Saab 9-3, який використовував розроблену самим SAAB систему керування двигуном Trionic 7. Ця система може обчислювати температуру згоряння, контроль наддуву та крутний момент двигуна 2 000 000 разів за одну секунду. і багато важливих параметрів двигуна обробляються. У 2001 році в моделі Viggen була запущена система трекшн-контролю TCS (Traction Control System), яка крім збільшення крутного моменту або кінських сил встановила ще антикрило (підвищила притискну силу на 50%), змінила положення радіоантени, а також аеродинамічні передні страхові тяги та бічні спідниці, коефіцієнт лобового опору, знижений приблизно на 8 %, шкіряні сидіння в чотирьох кольорах, спортивнішу підвіску та оновлені гальма, серед іншого.
Після завершення виробництва седана в Тролльгеттані влітку 2002 року виробництво було перенесено в Ністад/Фінляндія. Виробництво першої серії 9-3 закінчилося там 25 квітня 2003 року. З 7789 седанів, виготовлених у Фінляндії, понад 6000 були типу Viggen.

### Двигуни
| Модель    | Об'єм    | Тип            | Потужність                       | Крутний момент         | 0–100 км/год | Vмакс    | Роки виробництва | Примітки                              |
| --------- | -------- | -------------- | -------------------------------- | ---------------------- | ------------ | -------- | ---------------- | ------------------------------------- |
| Бензинові |          |                |                                  |                        |              |          |                  |                                       |
| 2.0i      | 1985 cm³ | R4, 16V        | 96 kW (130 к.с.) при 5500 об/хв  | 177 Н·м при 4300 об/хв | 11,0 s       | 200 km/h | 1998–2003        |                                       |
| 2.0t      | 1985 cm³ | R4, 16V, Turbo | 113 kW (154 к.с.) при 5500 об/хв | 219 Н·м при 2600 об/хв | 8,8 s        | 210 km/h | 1998–2000        |                                       |
| 2.0t      | 1985 cm³ | R4, 16V, Turbo | 110 kW (150 к.с.) при 5500 об/хв | 240 Н·м при 1800 об/хв | 8,5 s        | 215 km/h | 2000–2002        |                                       |
| 2.0 Turbo | 1985 cm³ | R4, 16V, Turbo | 136 kW (185 к.с.) при 5750 об/хв | 230 Н·м при 2000 об/хв | 8,5 s        | 230 km/h | 1998–1999        |                                       |
| 2.0 Turbo | 1985 cm³ | R4, 16V, Turbo | 136 kW (185 к.с.) при 5500 об/хв | 263 Н·м при 2100 об/хв | 8,0 s        | 230 km/h | 2000–2002        |                                       |
| 2.0 Turbo | 1985 cm³ | R4, 16V, Turbo | 147 kW (200 к.с.) при 5500 об/хв | 283 Н·м при 2300 об/хв | 7,3 s        | 235 km/h | 1999–2002        |                                       |
| 2.0 Turbo | 1985 cm³ | R4, 16V, Turbo | 151 kW (205 к.с.) при 5500 об/хв | 280 Н·м при 2200 об/хв | 7,3 s        | 235 km/h | 1999–2003        |                                       |
| 2.3i      | 2290 cm³ | R4, 16V        | 110 kW (150 к.с.) при 5700 об/хв | 210 Н·м при 4300 об/хв | 10,0 s       | 210 km/h | 1998             |                                       |
| 2.3 Turbo | 2290 cm³ | R4, 16V, Turbo | 165 kW (225 к.с.) при 5500 об/хв | 342 Н·м при 2500 об/хв | 6,8 s        | 250 km/h | 03/1999–06/2000  | тільки як кабріолет або купе (Viggen) |
| Дизельні  |          |                |                                  |                        |              |          |                  |                                       |
| 2.2 TiD   | 2171 cm³ | R4, 16V, Turbo | 85 kW (115 к.с.) при 4300 об/хв  | 260 Н·м при 1900 об/хв | 10,9 s       | 200 km/h | 1998–2001        |                                       |
| 2.2 TiD   | 2171 cm³ | R4, 16V, Turbo | 92 kW (125 к.с.) при 4300 об/хв  | 280 Н·м при 1900 об/хв | 10,5 s       | 200 km/h | 2000–2003        |                                       |

B204i зі ступенем стиснення 10,5:1 розвиває 130 к.с. (96 кВт) при 6100 об/хв з максимальним крутним моментом 177 Н·м при 4300 об/хв. Версія з турбонаддувом, оснащена Garrett T25 і GT17, досягає 185 к.с. (136 кВт) при 5500 об/хв, оптимальний крутний момент 263 Н·м від 2100 об/хв, зі ступенем стиснення 9,2:1. На додаток до 2.3 turbo, є версія 2.3 з потужним уприскуванням 150 к.с. (110 кВт) при 5700 об/хв, який забезпечує крутний момент 210 Н·м від 4300 об/хв при ступені стиснення 10,5:1. Спеціальна версія під назвою B204R короткочасно з’явилася на пізніх моделях SE; оснащений турбонаддувом високого тиску на 1 бар, він розвивав 200 к.с. (150 кВт) при 5500 об/хв і крутний момент 280 Н·м від 2200 об/хв.
Серії B205 і B235 є еволюцією баз B204 і B234. Збільшення ваги, отримане за рахунок зменшення матеріалу на різних деталях, призведе до зниження порогу стійкості до напруги. Нова сегментація, яка має зменшити тертя, також принесе свої незручності, дозволяючи окисленому масляному фільтру до колінчастого вала; дефект виправлено в 2005 році.
Дизель Opel D223L, адаптований до Saab, пропонує базову потужність 115 к.с. (85 кВт) при 4300 об/хв, крутний момент 260 Н·м, доступний при 2000 об/хв. Його ступінь стиснення становить 19,5:1. Після цього він отримає 10 к.с., а також 20 Н·м або 125 к.с. при 4000 об/хв за 280 Н·м при 1500 об/хв.
Всього було виготовлено 326 370 автомобілів Saab 9-3 I.

## Saab 9-3 ІІ YS3F (2002-2012, з 12/2013-2014)
Прем'єра концепту 9-3X, попереднього перегляду наступного покоління 9-3, відбулася в січні 2002 року на Північноамериканському міжнародному автосалоні. Спочатку 9-3 мав дебютувати разом з Opel Vectra у жовтні 2001 року на автосалоні у Франкфурті, але в липні 2001 року було оголошено, що затримки змусили General Motors відкласти презентацію. Новий 9-3 зрештою був запущений у липні 2002 року для моделі 2003 року. Кабріолет другого покоління 9-3 почався з MY04, а SportCombi — з MY05.
На момент запуску новий 9-3 залишався виключно передньопривідним. Найбільш суттєвою естетичною зміною в порівнянні з автомобілями попереднього покоління стало усунення дизайну хетчбека. Друге покоління 9-3 було доступне як чотиридверний седан, універсал (представлений наприкінці 2005 року як модель 2006 року, відомий як SportWagon, SportCombi або Sport-Hatch залежно від ринку) і дводверний кабріолет (випущений у 2004 році). Він включав активні підголівники Saab (SAHR II) для зменшення хлистових ударів і ReAxs, особливість втулок задньої підвіски, яка змінює кут пальців ніг, щоб зменшити недостатню поворотність під час різкого гальмування.
Новий 9-3 відійшов від двигуна Saab H / EcoPower, який раніше використовувався для нового 2,0-літрового чотирирядного двигуна Ecotec від General Motors для моделей з бензиновим двигуном. Є три різні версії рядного чотирициліндрового двигуна з турбонаддувом, потужність якого залежить від потужності турбонаддуву: 1,8t (112 кВт), 2,0t (131 кВт) і 2,0T (157 кВт). Двигуни поєднувалися з 5-ступінчастою механічною коробкою передач або 5-ступінчастою «Sentronic», яка є традиційною автоматичною коробкою передач, не плутати з попередньою «Sensonic» від Saab, яка була безмуфтовою механічною коробкою передач, яка зберегла звичайний H-подібний перемикач, але система зчеплення приводилася в дію гідравлічно. У моделях 2003 року стандартною механічною коробкою передач була 5-ступінчаста коробка передач з 6-ступінчастою опціонально. 6-ступінчаста механічна коробка була стандартною для моделей США 2.0T (Vector).
Було чотири рівні комплектації: початкового рівня Linear, середнього класу Vector і Arc (з акцентом на спортивну привабливість і розкіш), а також топову модель Aero. На ринках за межами США будь-який рівень комплектації, крім Aero (який був доступний виключно з 2.0T потужністю 210 к.с.), був доступний з будь-яким двигуном, який обрав покупець. Однак у США Linear був доступний виключно з двигуном 2.0t, комплектації Arc і Vector були доступні виключно з 2.0T, а модель Aero пропонувала більше опцій, таких як люк, більші колеса та 6- ручна швидкість, зберігаючи той самий двигун, що й 2.0T, B207R. У 2006 році він отримав 2,8-літровий V6 з турбонаддувом. У США не продавалися дизельні моделі, ані 1,8-літровий, ані двигуни BioPower.
9-3 і Opel Vectra були першими з глобальної платформи GM Epsilon, яка потім була розширена, щоб вмістити чотирьох нових кузенів, Chevrolet Malibu/Malibu Maxx, Pontiac G6 і Saturn Aura. Власна волоконно-оптична електрична/електронна система, можливість повного приводу (експлуатується з 2008 року, отримав назву Saab XWD) і ReAxs були ексклюзивними функціями 9-3.

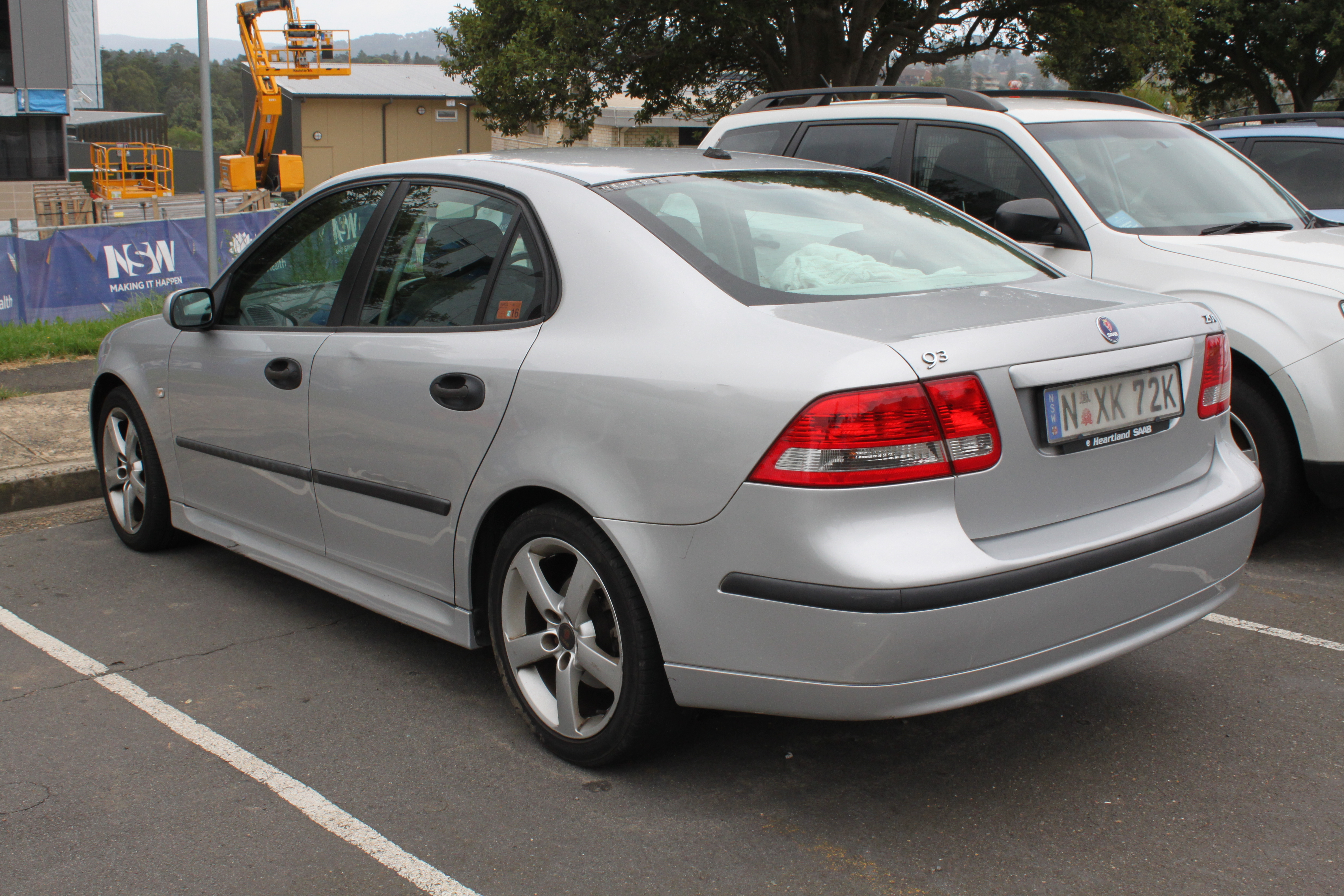
Saab 9-3 (2002–2007)
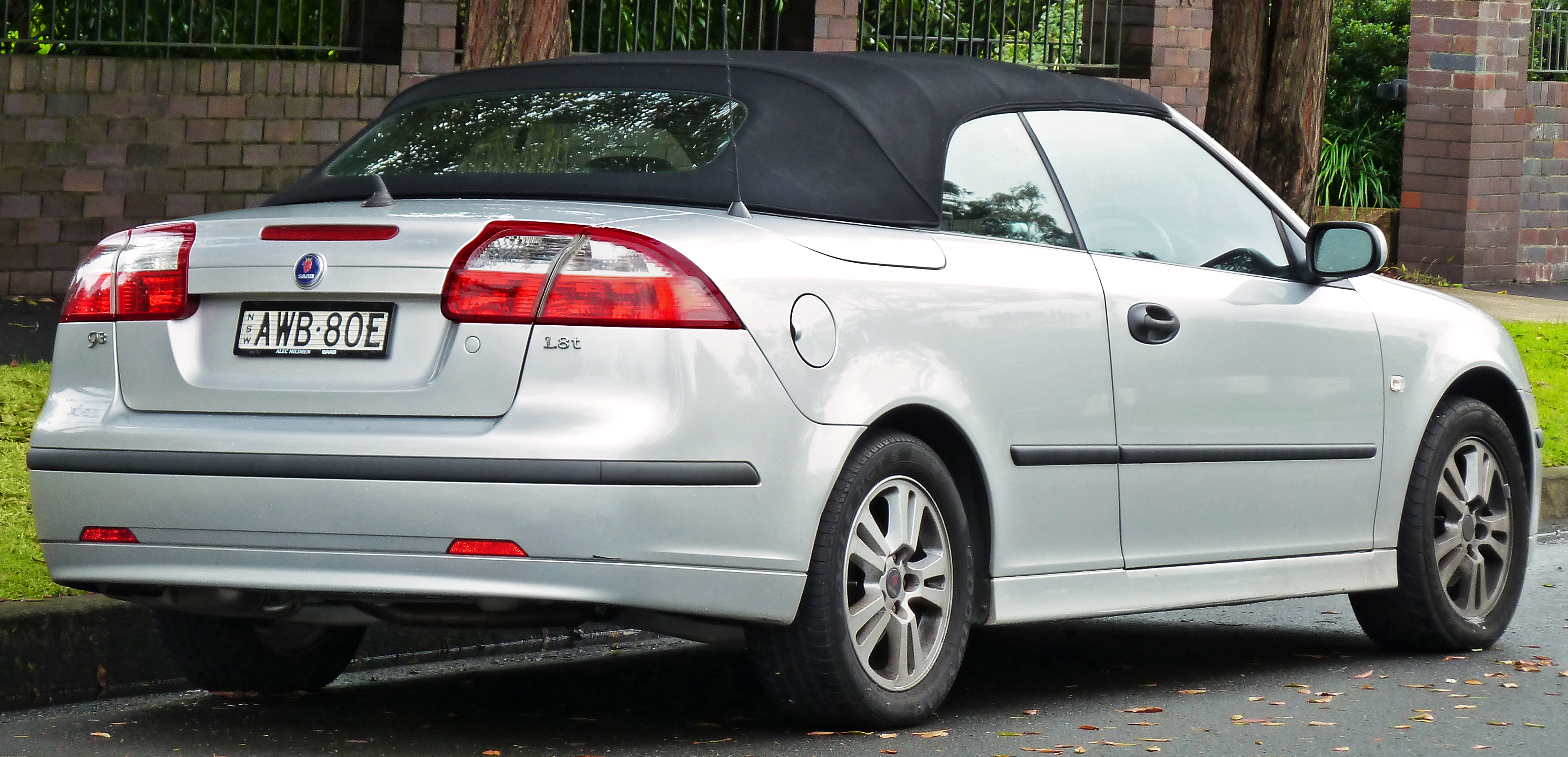
Saab 9-3 Cabriolet (2003–2007)
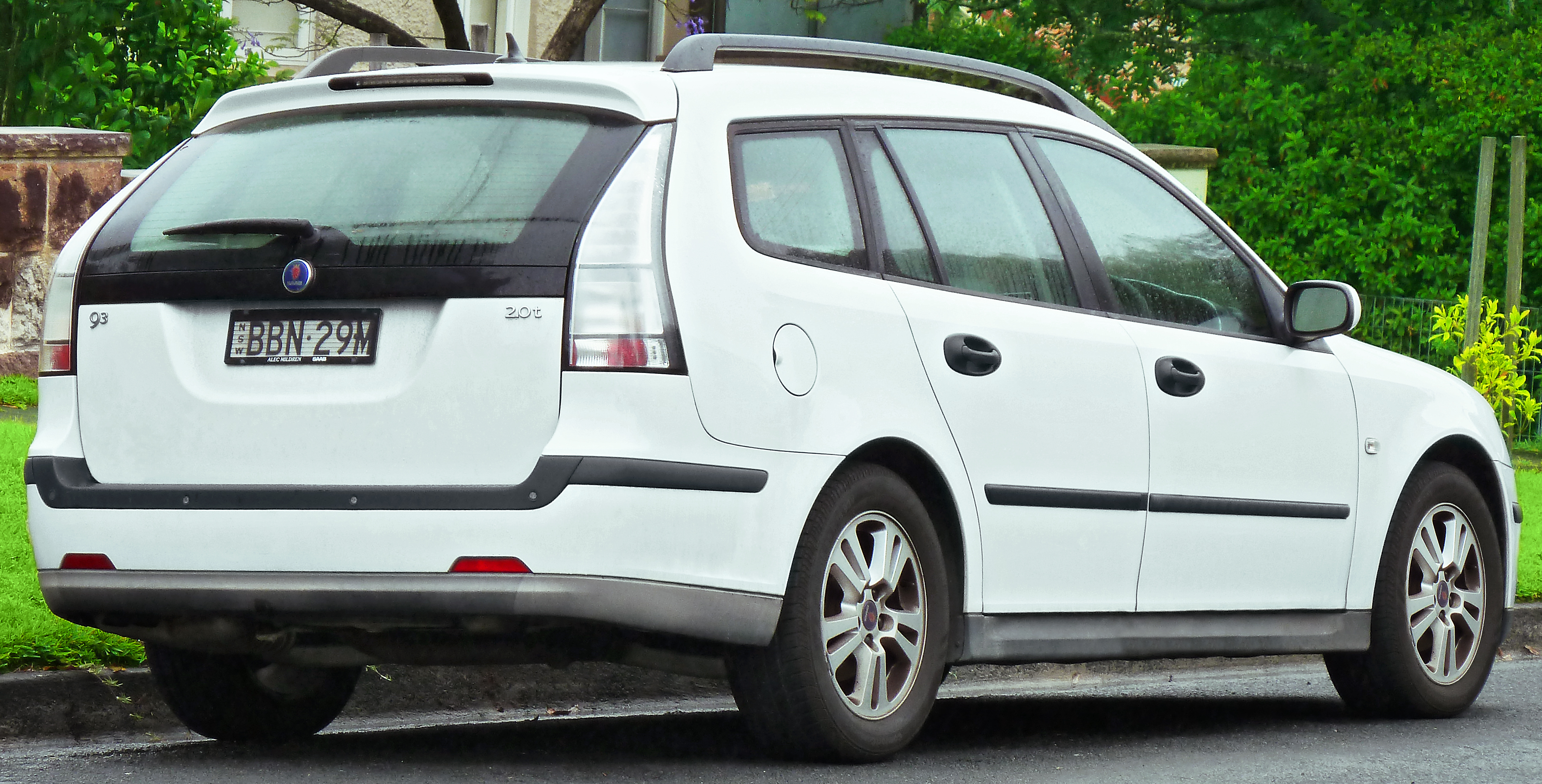
Saab 9-3 SportCombi (2005–2007)
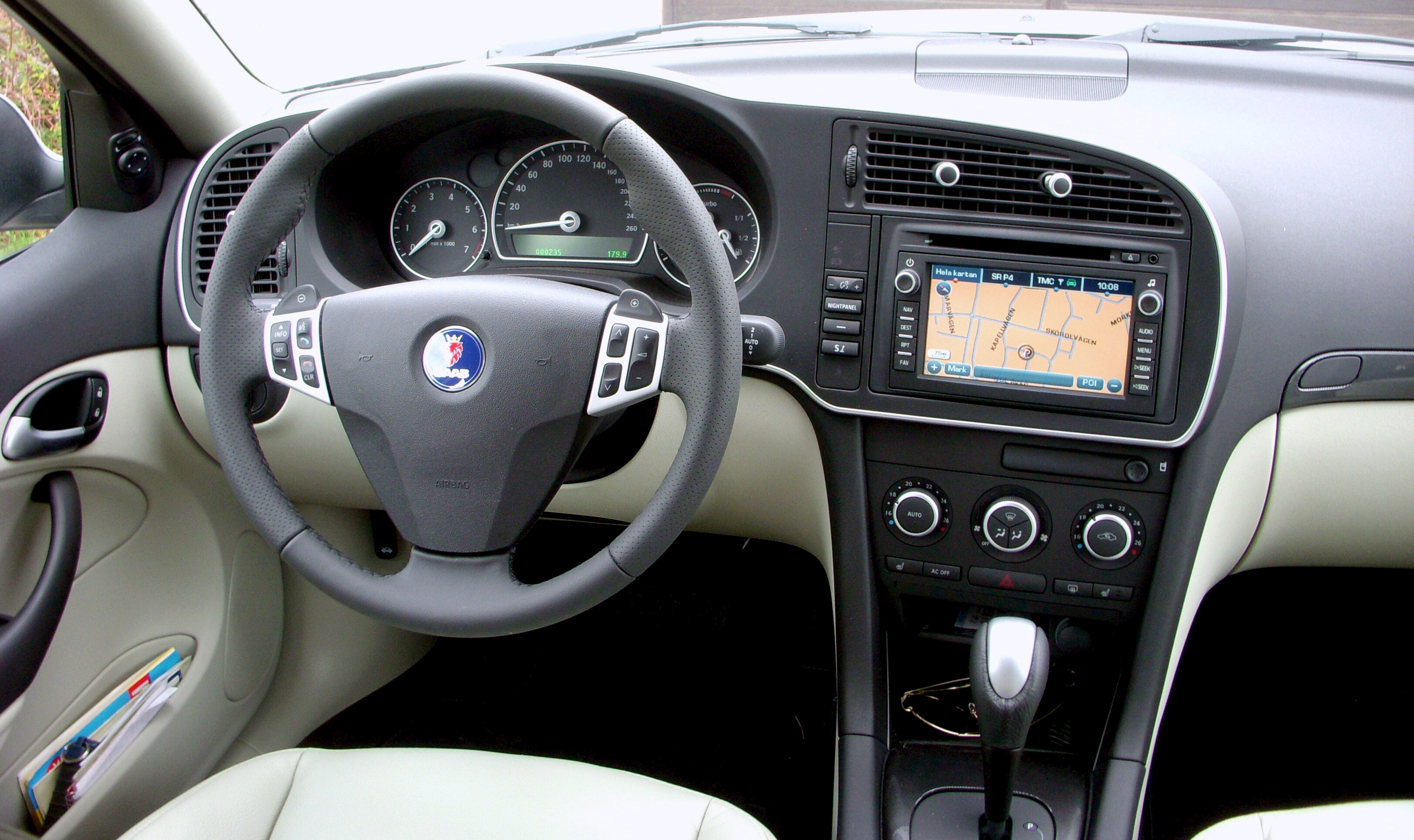

### Розміри
| Модель     | Довжина (мм) | Ширина (мм) | Висота (мм) | Колісна база (мм) | Колія п/з (мм) | Вага (кг) |
| Седан      | 4647         | 1762 (2038) | 1473        | 2675              | 1524/1506      | 1440–1680 |
| SportCombi | 4670         | 1762 (2038) | 1498        | 2675              | 1524/1506      | 1475–1765 |
| Кабріолет  | 4647         | 1762 (2038) | 1437        | 2675              | 1524/1506      | 1650–1715 |

### Двигуни
| Модель        | Об'єм    | Тип               | Потужність, при об/хв    | Крутний момент, при об/хв | Витрати пального л/100 км (АКПП) | 0–100 км/год | Vмакс км/год | Роки виробництва |
| ------------- | -------- | ----------------- | ------------------------ | ------------------------- | -------------------------------- | ------------ | ------------ | ---------------- |
| Бензинові     |          |                   |                          |                           |                                  |              |              |                  |
| 1.8i          | 1769 cm³ | R4, 16V           | 90 kW (122 PS) при 6000  | 167 при 3800              | 7,7                              | 11,5         | 200          | 2004–2009        |
| 1.8t          | 1998 cm³ | R4, 16V, Turbo    | 110 kW (150 PS) при 5500 | 240 при 2000              | 7,5 (8,5)                        | 10,7         | 210          | 2002–2011        |
| 2.0t          | 1998 cm³ | R4, 16V, Turbo    | 129 kW (175 PS) при 5500 | 265 при 2500              | 7,9 (9,0)                        | 8,5          | 225          | 2002–2011        |
| 2.0T          | 1998 cm³ | R4, 16V, Turbo    | 154 kW (210 PS) при 5500 | 300 при 2500              | 8,1 (9,1)                        | 7,5          | 235          | 2002–2011        |
| 2.8 Turbo V6  | 2792 cm³ | V6, 24V, Turbo    | 184 kW (250 PS) при 5500 | 350 при 2000–2750         | 10,2 (10,8)                      | 6,7          | 250          | 2005–2007        |
| 2.8 Turbo V6  | 2792 cm³ | V6, 24V, Turbo    | 188 kW (255 PS) при 5500 | 350 при 1800–5000         | 10,2 (10,8)                      | 6,7          | 250          | 2007–2008        |
| 2.8 Turbo V6  | 2792 cm³ | V6, 24V, Turbo    | 206 kW (280 PS) при 5500 | 400 при 2150–4500         | 10,9 (11,4)                      | 6,2          | 250          | 2008–2011        |
| Дизельні      |          |                   |                          |                           |                                  |              |              |                  |
| 1.9 TiD       | 1910 cm³ | R4, 8V, Turbo     | 88 kW (120 PS) при 4000  | 280 при 2000–2750         | 5,4                              | 11,5         | 200          | 2004–2010        |
| 1.9 TTiD      | 1910 cm³ | R4, 16V, Bi-Turbo | 96 kW (130 PS) при 4000  | 320 при 1500              | 4,5                              | 10,9         | 210          | 2010–2011        |
| 1.9 TiD       | 1910 cm³ | R4, 16V, Turbo    | 110 kW (150 PS) при 4000 | 320 при 2000–2750         | 5,8 (7,2)                        | 9,5          | 210          | 2004–2010        |
| 1.9 TTiD      | 1910 cm³ | R4, 16V, Bi-Turbo | 118 kW (160 PS) при 4000 | 360 при 1750              | 4,5                              | 9,5          | 225          | 2010–2011        |
| 1.9 TTiD      | 1910 cm³ | R4, 16V, Bi-Turbo | 132 kW (180 PS) при 4000 | 400 при 1800–2750         | 5,9 (6,7)                        | 8,5          | 230          | 2008–2011        |
| 2.2 TiD       | 2171 cm³ | R4, 16V, Turbo    | 92 kW (125 PS) при 4000  | 280 при 1500              | 6,6                              | 11,0         | 200          | 2002–2004        |
| Біо-еталон    |          |                   |                          |                           |                                  |              |              |                  |
| 1.8t BioPower | 1769 cm³ | R4, 16V, Turbo    | 129 kW (175 PS) при 5500 | 265 при 2500–3500         | 7,5 (8,5)                        | 8,4          | 220          | 2007–2011        |
| 2.0t BioPower | 1998 cm³ | R4, 16V, Turbo    | 120 kW (163 PS) при 5500 | 320 при 1750              | 6,7 (7,9)                        |              |              | 2011             |
| 2.0t BioPower | 1998 cm³ | R4, 16V, Turbo    | 147 kW (200 PS) при 5500 | 300 при 2500–4000         | 7,9 (9,0)                        | 7,9          | 230          | 2007–2011        |
| 2.0T BioPower | 1998 cm³ | R4, 16V, Turbo    | 162 kW (220 PS) при 5300 | 350 при 2500              | 6,7 (7,9)                        |              |              | 2011             |

- Примітка: написи TiD або TTiD на 1,9-літрових моделях потужністю 150 або 180 к.с. відрізняється від інших дизельних моделей наявністю букви Т червоного кольору.

### Saab 9-3 Turbo X (2007)
Saab Turbo X, представлений на автосалоні у Франкфурті у 2007 році, є обмеженим спеціальним випуском Saab 9-3, присвяченим 30-річчю використання Saab технології турбонаддуву. Пропонується у варіантах Sport Sedan або Sportcombi (універсал). Усі Turbo X доступні в одному кольорі Jet Metallic Black, з передньою решіткою радіатора та всіма зовнішніми деталями в матово-сірому кольорі, схожому на титан.
Що стосується потужності, Turbo X оснащений 2,8-літровим двигуном V6 з турбонаддувом, який може розвивати крутний момент 40,8 кгм при 1900~4500 об/хв і максимальну потужність 280 кінських сил при 5500 об/хв. Він має легку повністю алюмінієву конструкцію, двигун з кутом нахилу 60 градусів, змінні фази газорозподілу впускних клапанів і подвійний турбокомпресор, а також може вибрати шестиступінчасту механічну або шестиступінчасту автоматичну коробку передач. Існує і автоматична коробка: п’ятиступінчаста для базової моделі та шестиступінчаста для Aero.
Шасі Turbo X було опущено на 10 мм, а пружини та амортизатори були відрегульовані сильніше, щоб зменшити ступінь тряски кузова автомобіля. Для підтримки фіксованої висоти кузова незалежно від навантаження задня частина автомобіля також оснащений амортизатором з функцією автоматичного регулювання рівня, а також модернізованим вентильованим гальмівним диском більшого розміру, що відповідає гальмівній силі, необхідної 280 кінським силам. Turbo X також є першим, який поєднується з постійною системою повного приводу Saab XWD, розробленою спільно з Haldex, і диференціалом обмеженого тертя (eLSD) з електронним керуванням.
Щоб зробити турбоспадок Saab більш впізнаваним, турбодатчик Turbo X також відтворює оригінальний приладовий дисплей 900 Turbo. Під час запуску двигуна власник також може насолоджуватися «персоналізованим привітанням» і унікальним повідомленням «Готовий до зльоту». На дисплеї приладової панелі з’явиться повідомлення «Готовий до польоту», а також можна запрограмувати ім’я власника та обмежений номер збірки.

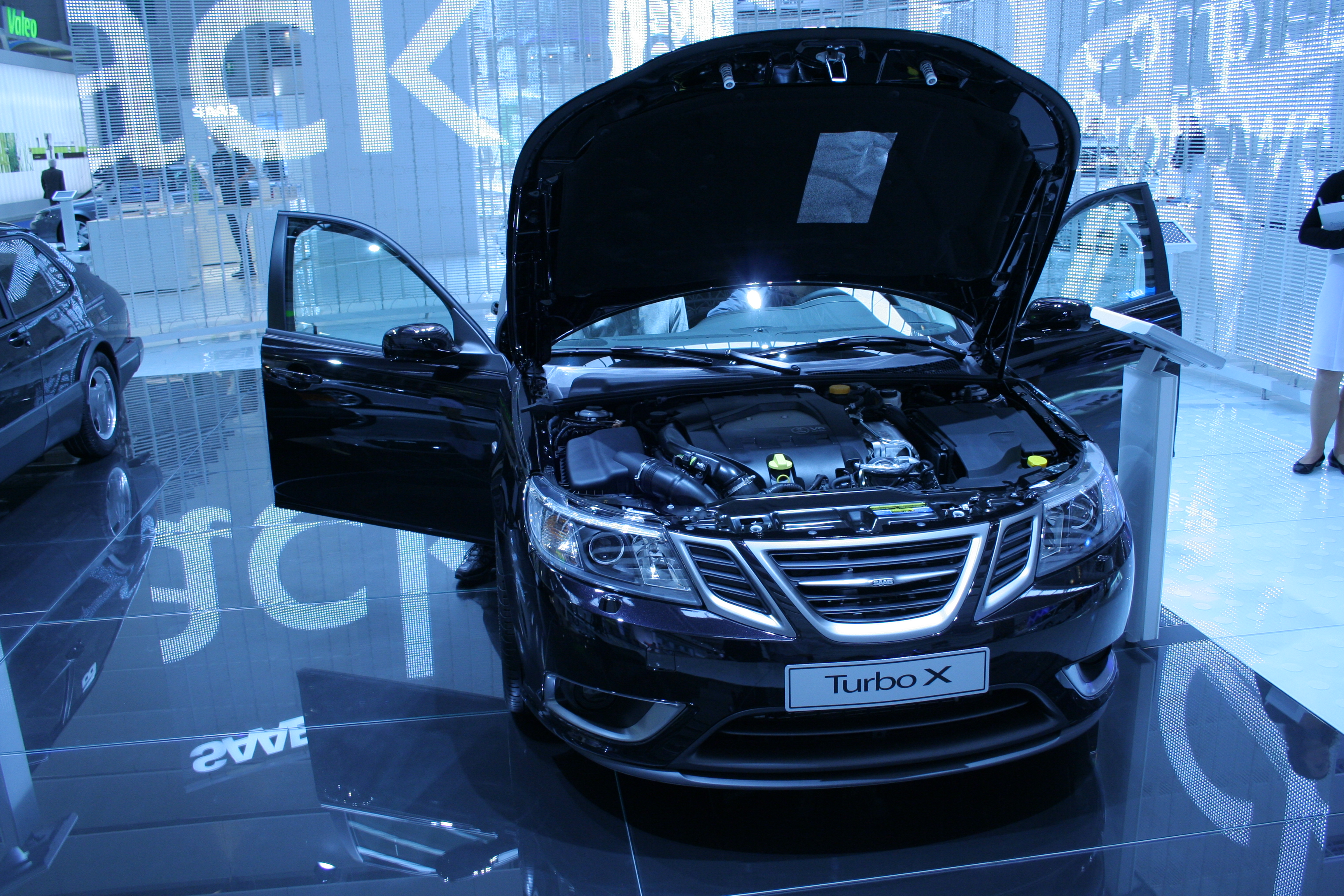
Saab 9-3 Turbo X Engine View
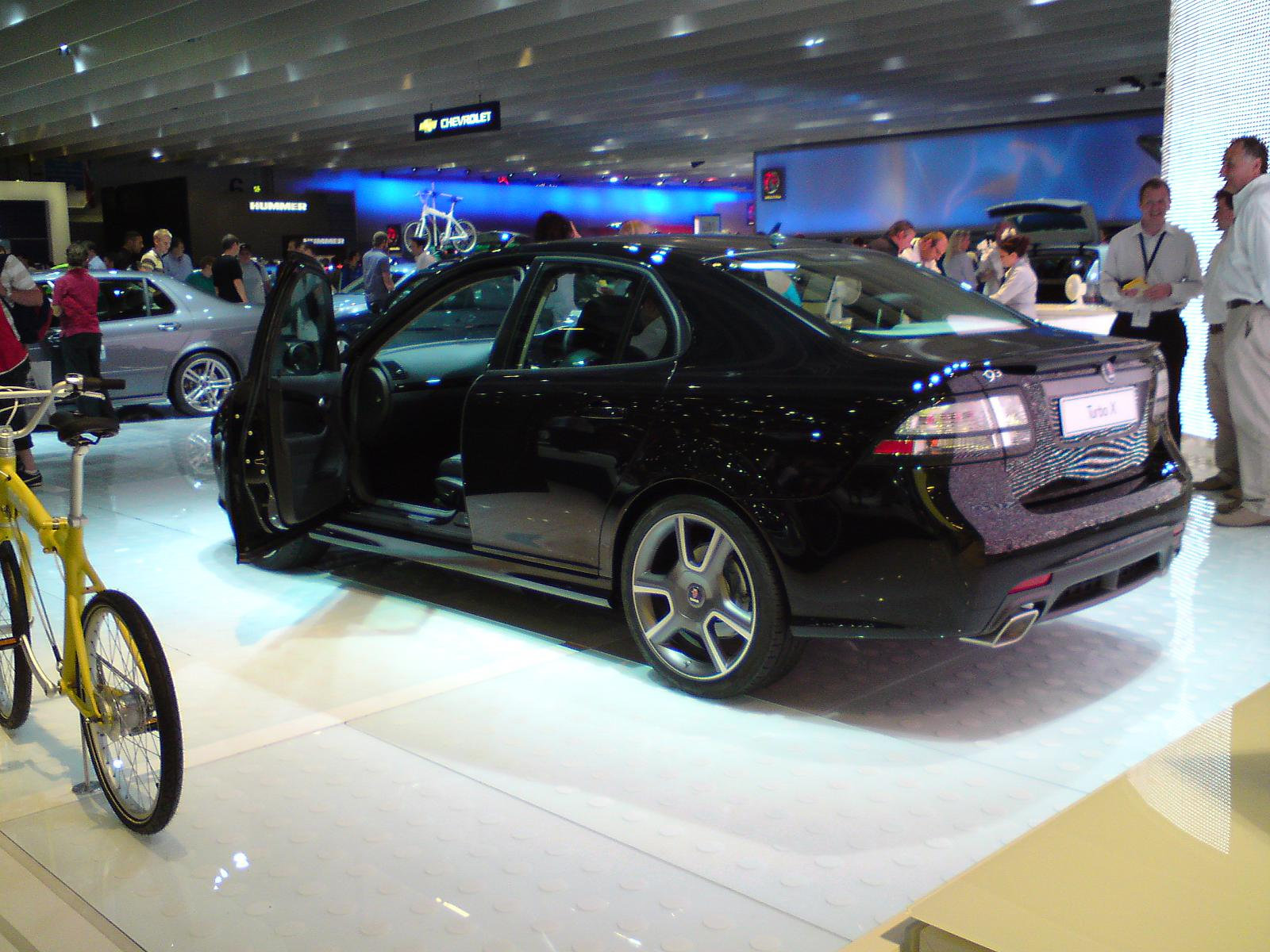
Saab 9-3 Turbo X Rear
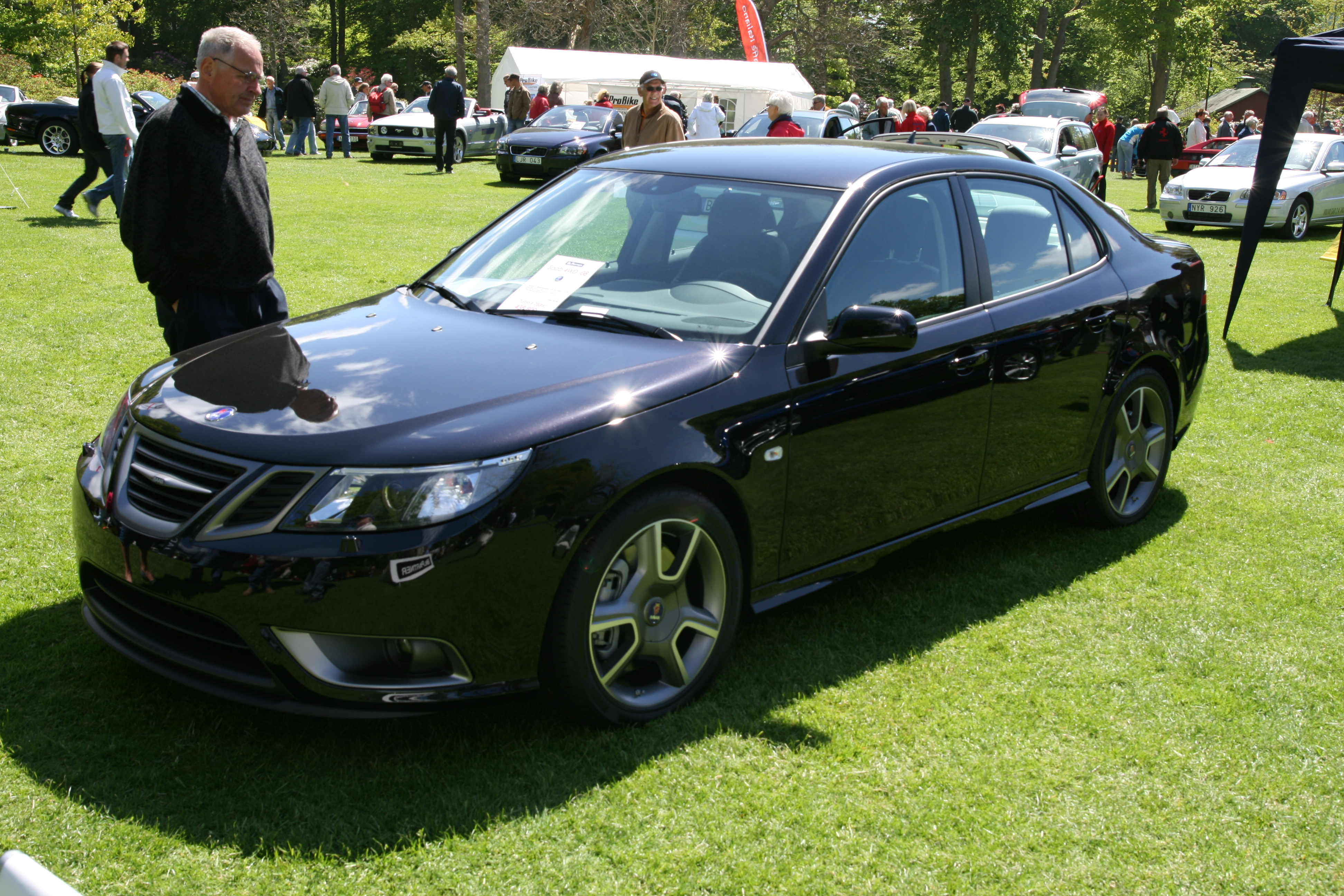
Saab 9-3 Turbo X Front
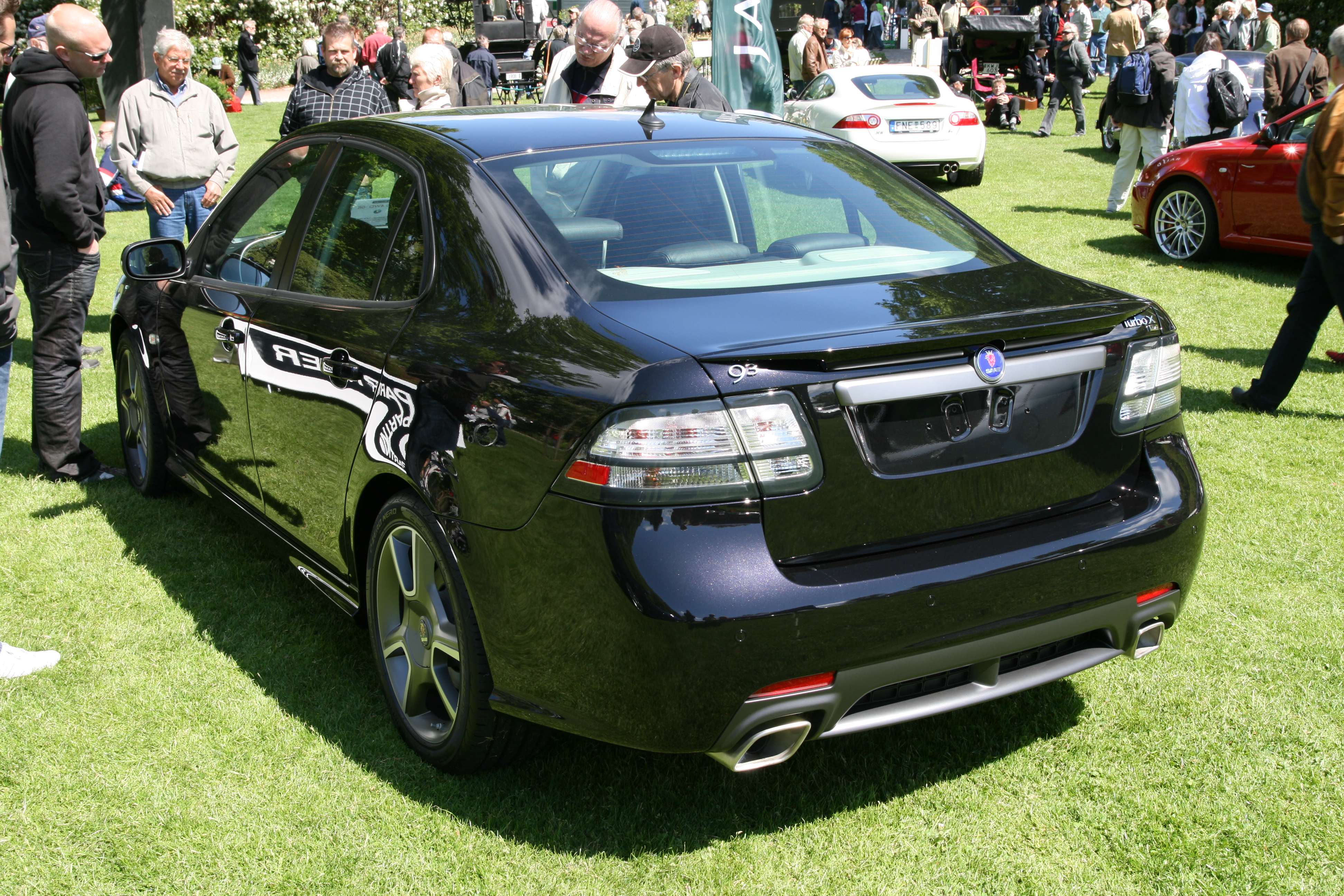
Saab 9-3 Turbo X Front
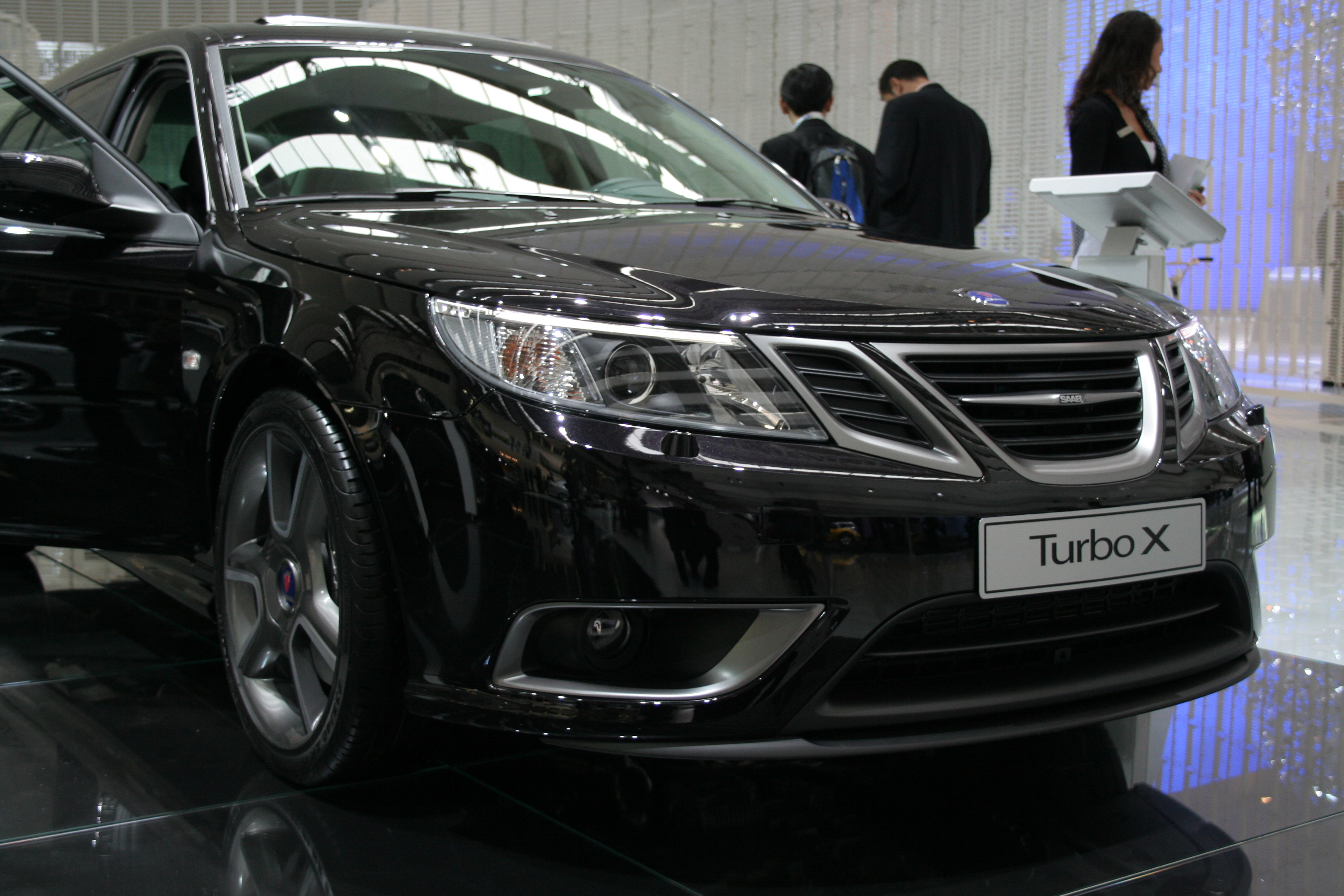
Saab 9-3 Turbo X Front
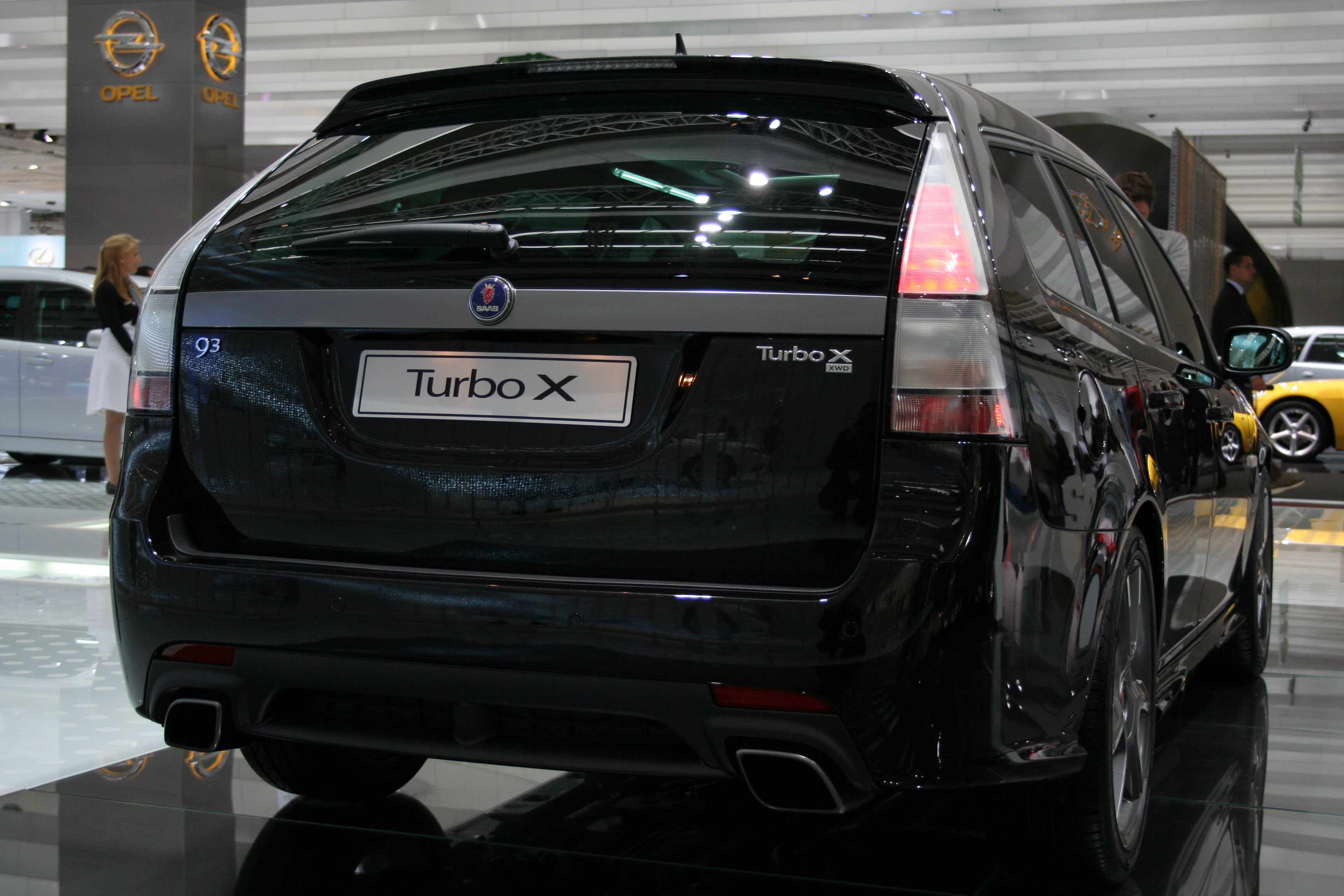
Saab 9-3 Turbo X Back

### "facelift" 2008

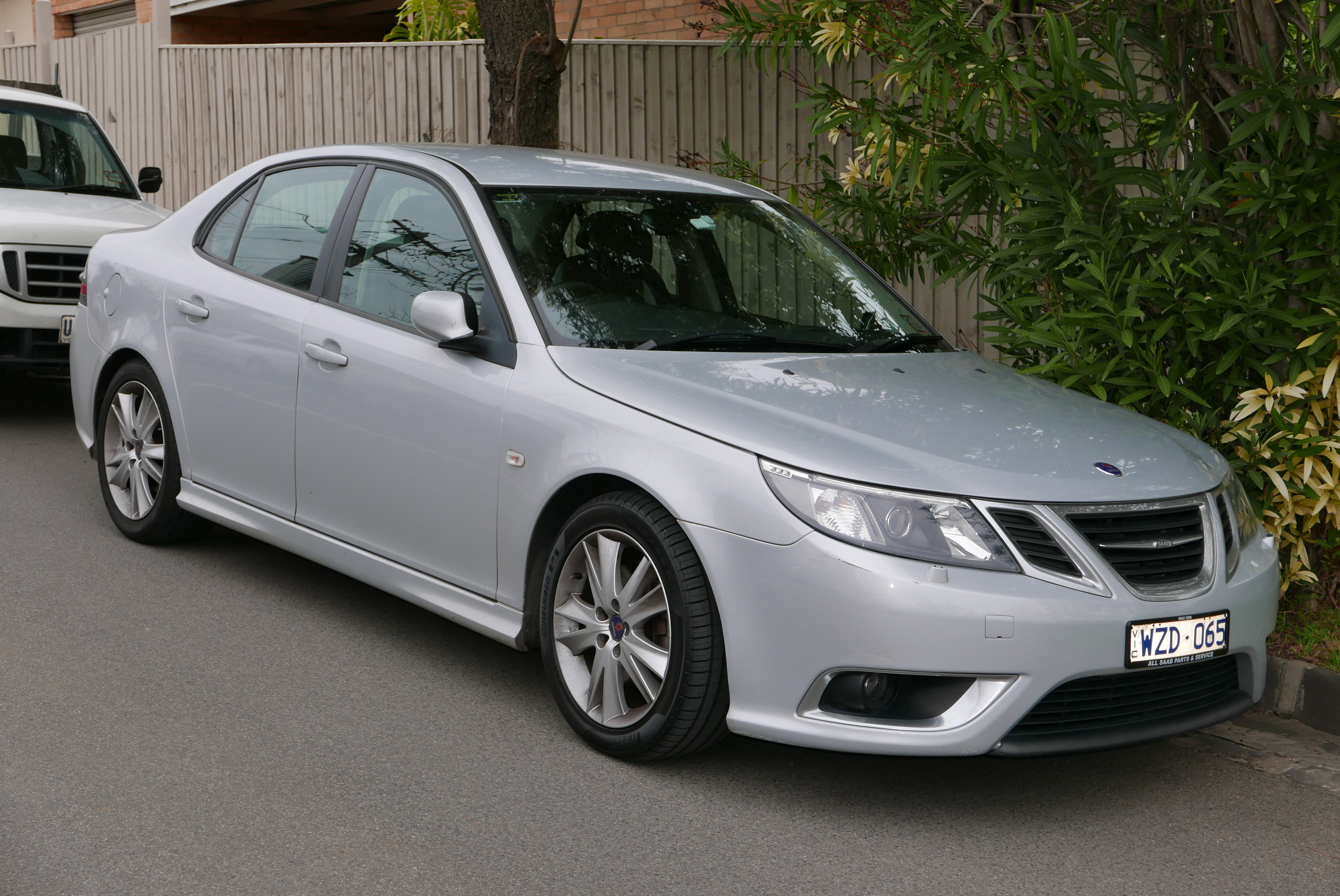
Saab 9-3 седан (2007-2011)

Впродовж існування автомобіля відбувались незначні оновлення, але на третє покоління компанія не зважилась. У 2008 році виробник заявив про 2.157 змін та доповнень для серії 9-3. Змінились передня і задня оптика, бампери і решітка радіатора. На додаток до попередніх модифікацій представлений кросовер Saab 9-3X. 2009 рік не міг похвалитись такою кількістю змін, але вони були. У результаті, седан та універсал з 2.0-літровим чотирициліндровим двигуном як опцію отримали удосконалену систему повного приводу «Cross-Wheel Drive». Загалом, Saab9-3 - це просторі, компактні автомобілі з потужними двигунами та вишуканим інтер’єром.
Після оновлень 2009 poкy Saab 9-3 зустрічається у двох моделях: базовій та Aero. Базова модель отримала 2.0-літровий чотирициліндровий турбодвигун на 210 кінських сил. Модель Aero може похвалитись продуктивним 2.8-літровим турбодвигун V6 на 280 конячок.  
Моделі 9-3 постачаються з супутниковим радіо XM, системою екстреного повідомлення «OnStar», склоочисниками з сенсорами дощу, системою моніторингу тиску у шинах та пакетом шумоізоляції «QuietTuning». Моделі з 2.0-літровим двигуном отримали литі диски на 14 шпиць з 16-дюймовими шинами. Моделі Aero й універсалу з повним приводом їздять на колесах з дисками на п’ять шпиць та 17-дюмовими шинами. Обидва двигуна можна доповнити як стандартною шестиступінчастою механічною, так і автоматичною коробками передач. Передачі у моделі Aero з автоматичною коробкою можна переключати вручну за допомогою підрульових пелюсток. 

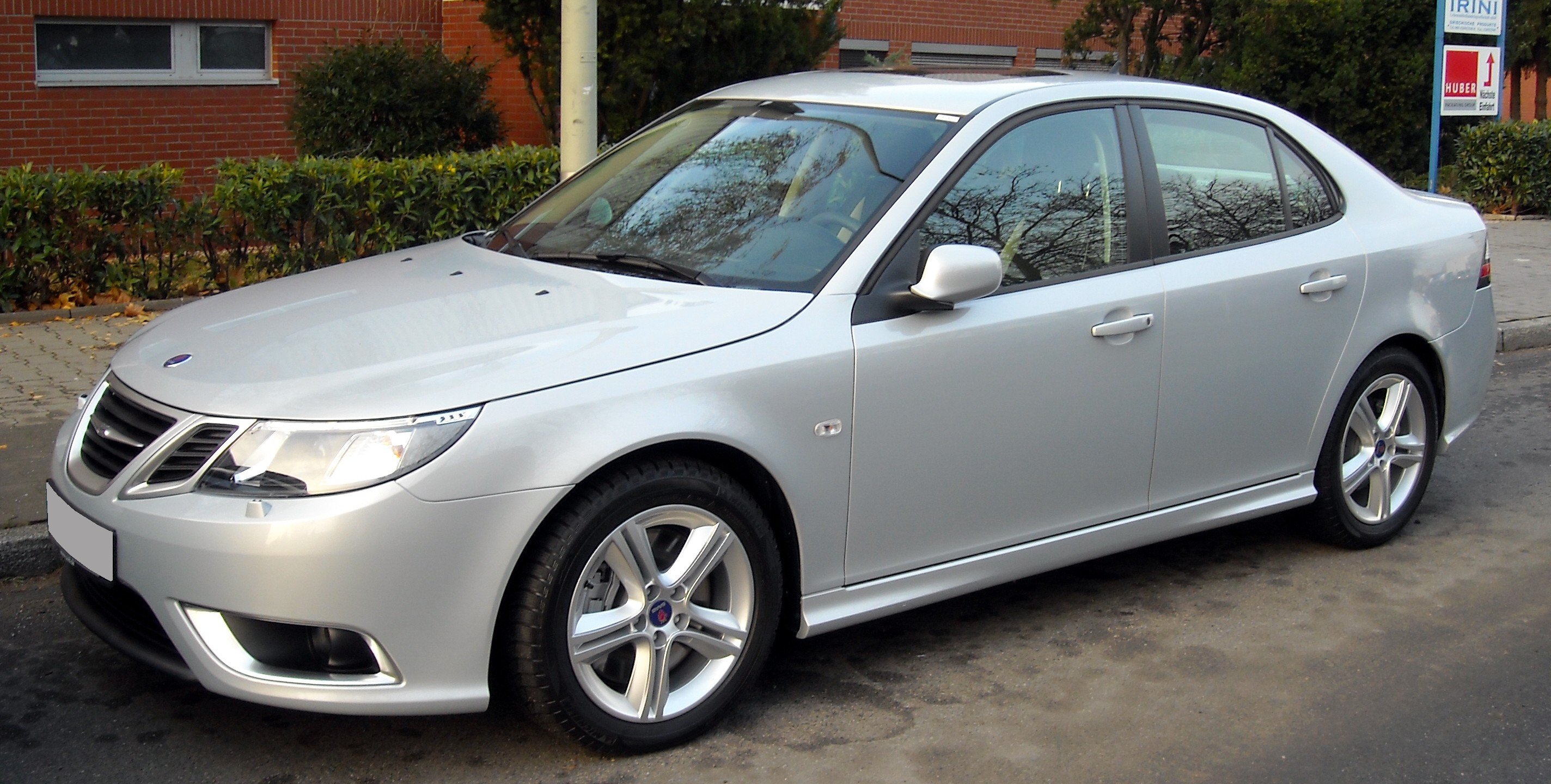
Saab 9-3 Limousine (2007-2011)
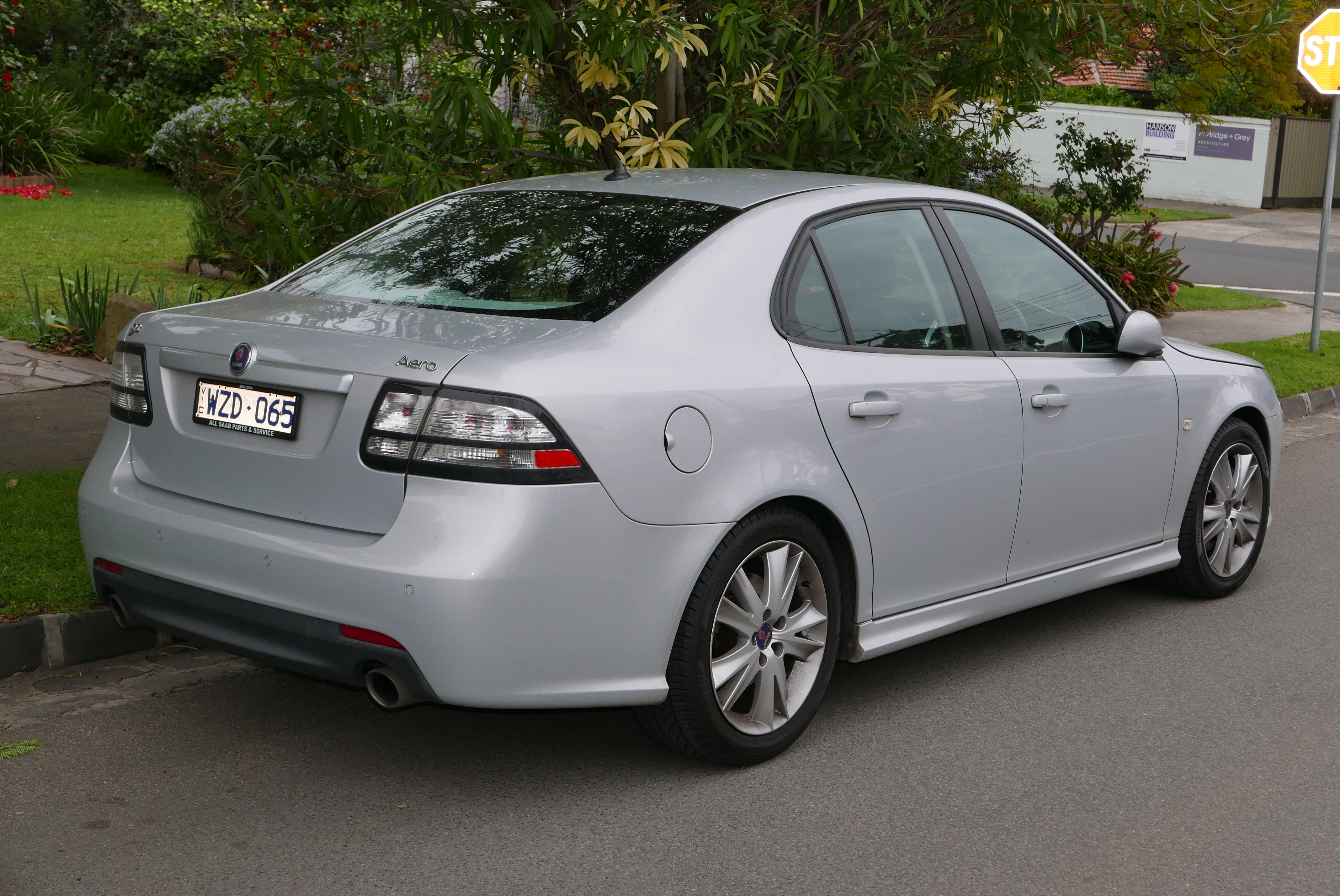
Saab 9-3 Limousine (2007-2011)
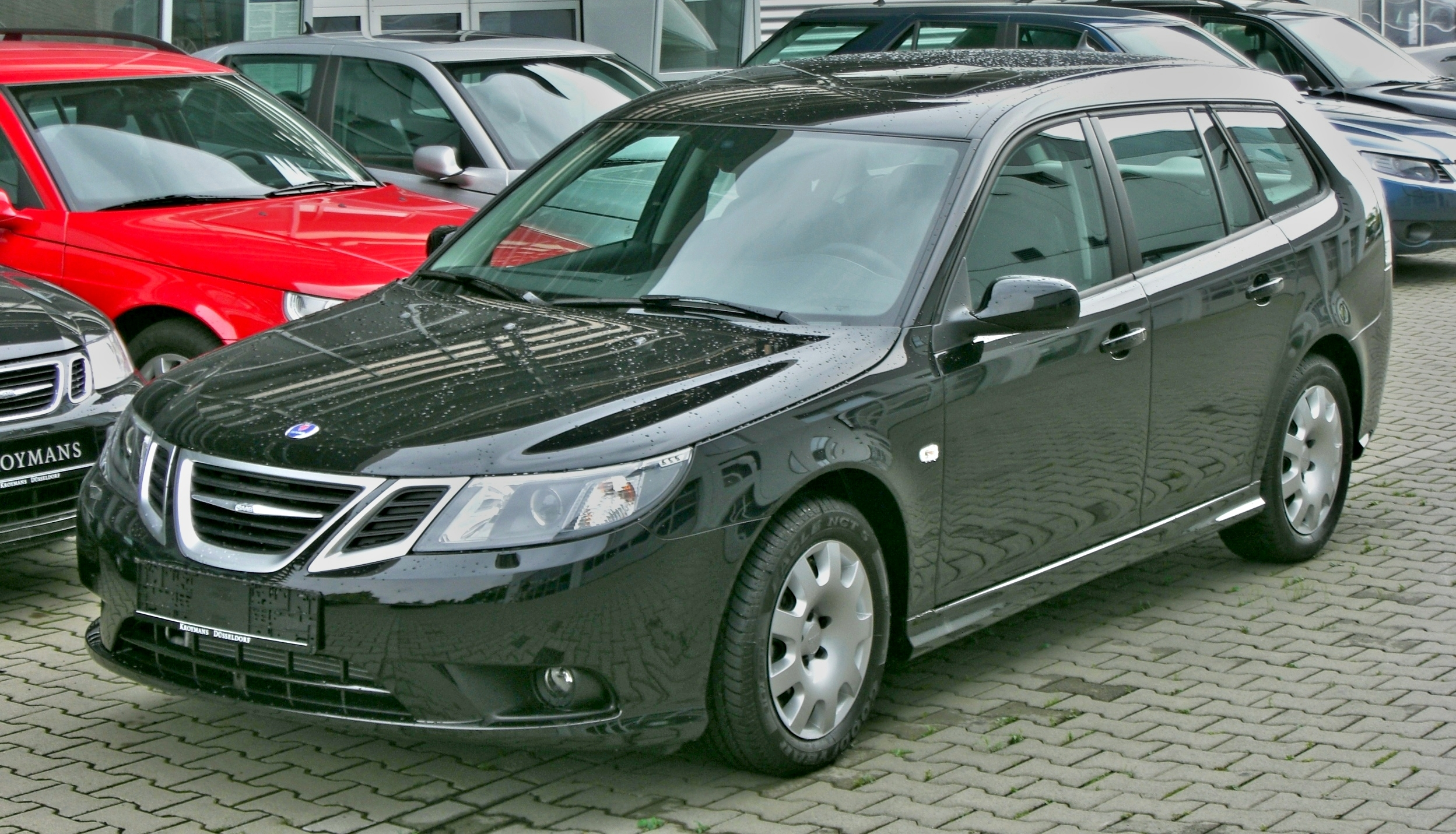
Saab 9-3 SportCombi (2007–2011)
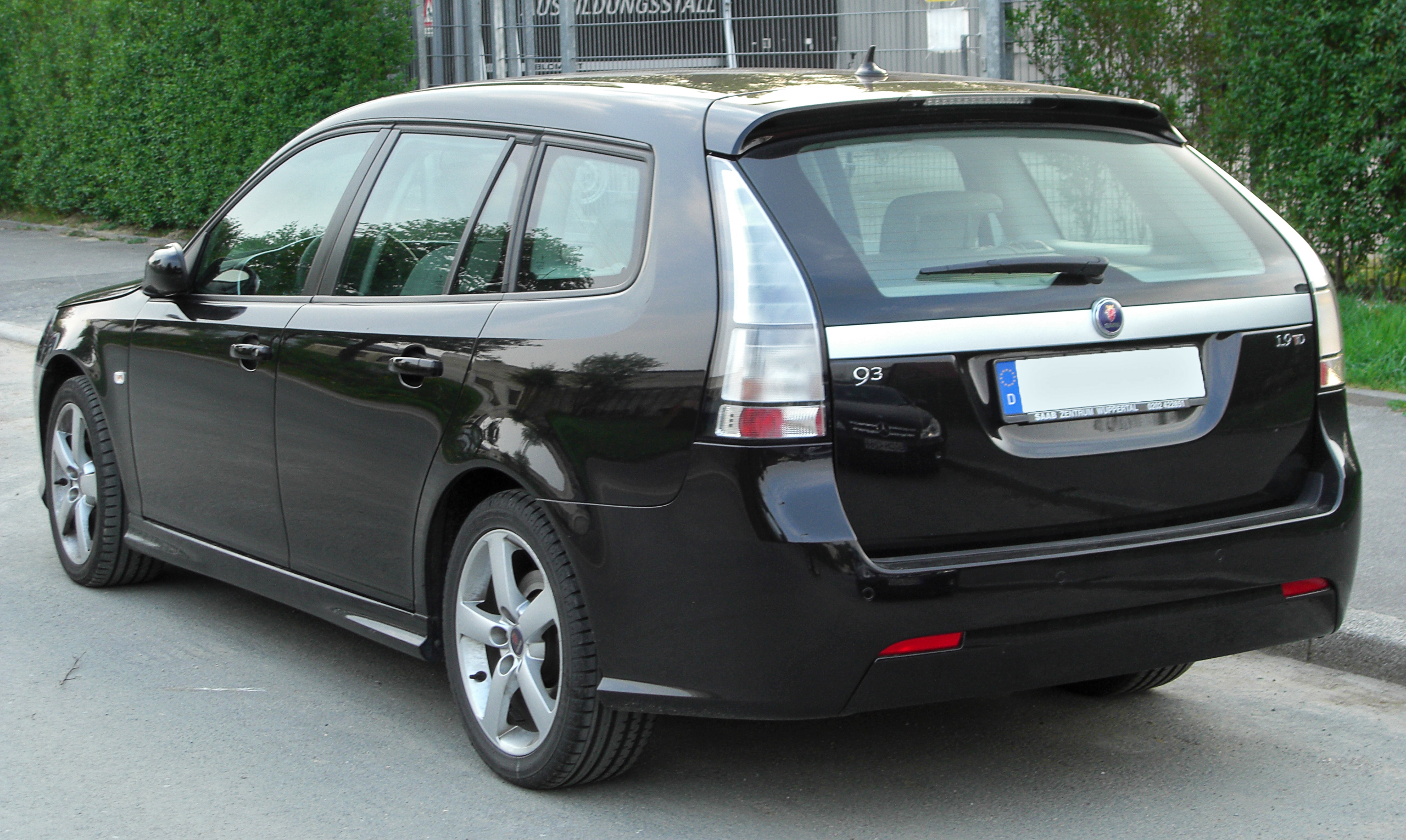
Saab 9-3 SportCombi (2007–2011)
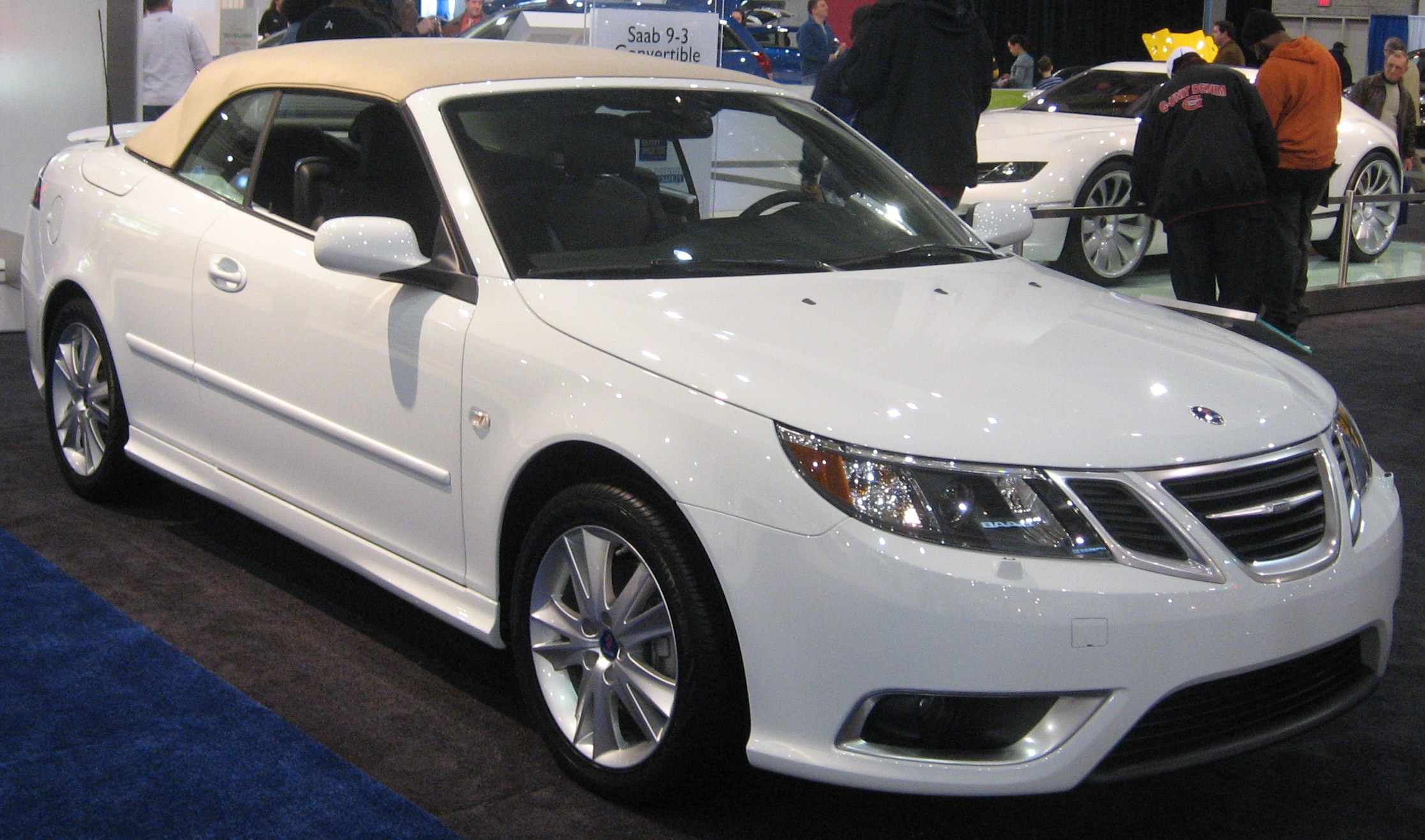
Saab 9-3 Convertible (2007–2011)

### Saab 9-3X (2009)
У 2009 році 9-3X був представлений на Женевському автосалоні. 9-3X — це повнопривідна версія XUV 9-3 SportWagon. Новий 9-3X поставлявся з двома двигунами на вибір: 1,9 л дизель (180 к.с.) і 2,0 л бензиновий двигун (210 к.с.). Тільки 2,0-літровий бензиновий двигун оснащений приводом XWD, тоді як дизельна версія доступна лише з переднім приводом.

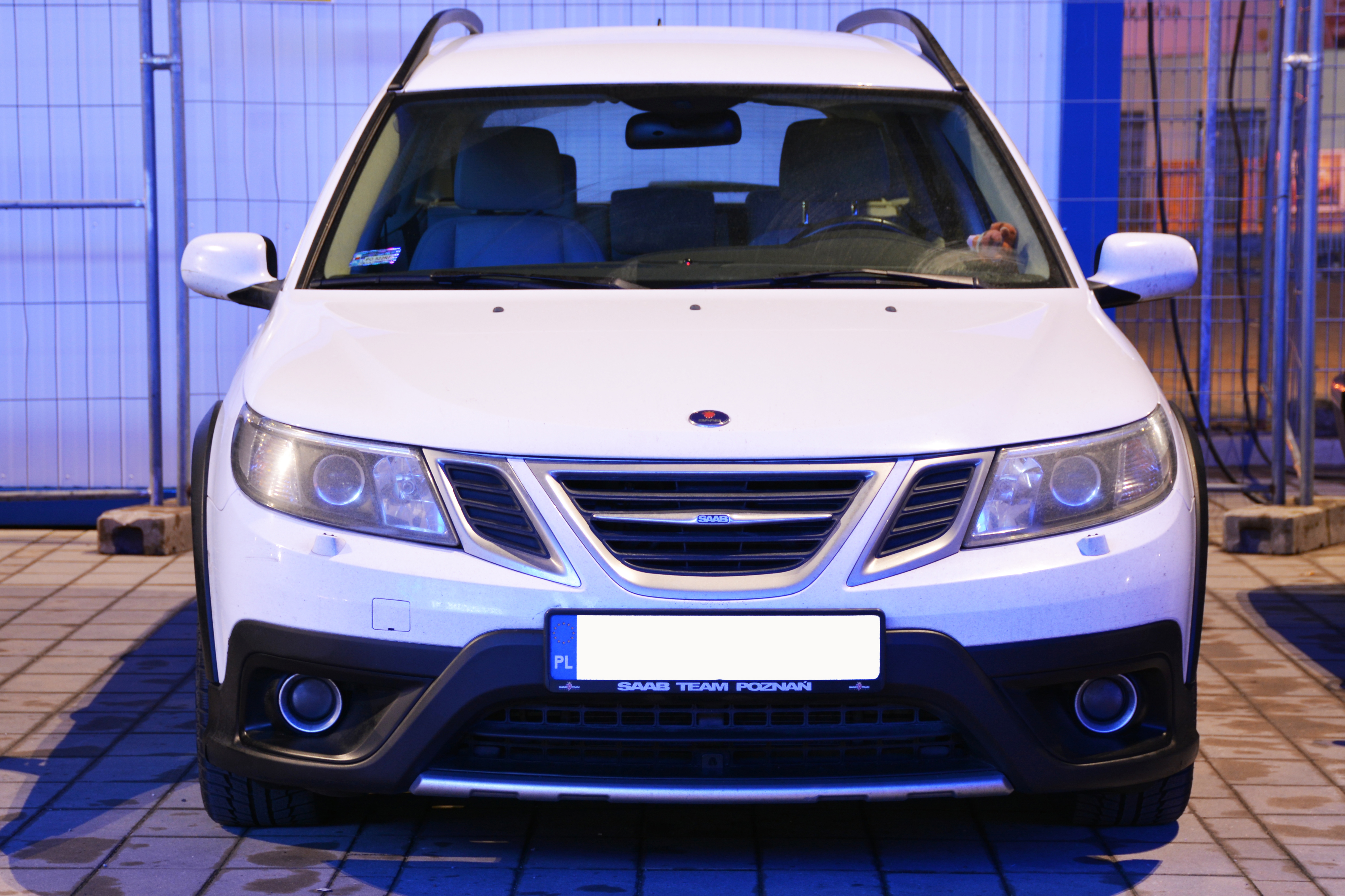
Saab 9-3X front
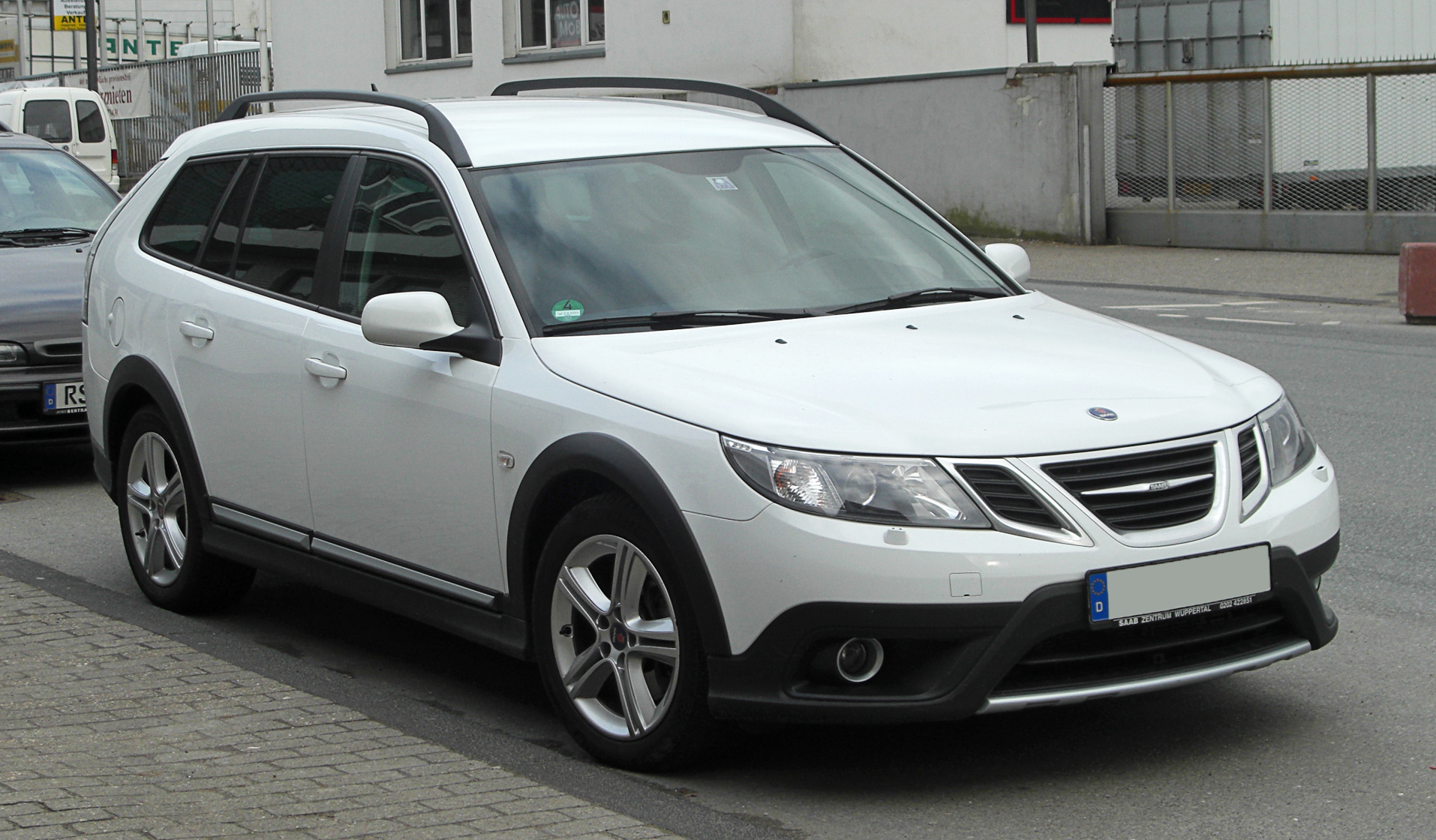
Saab 9-3X
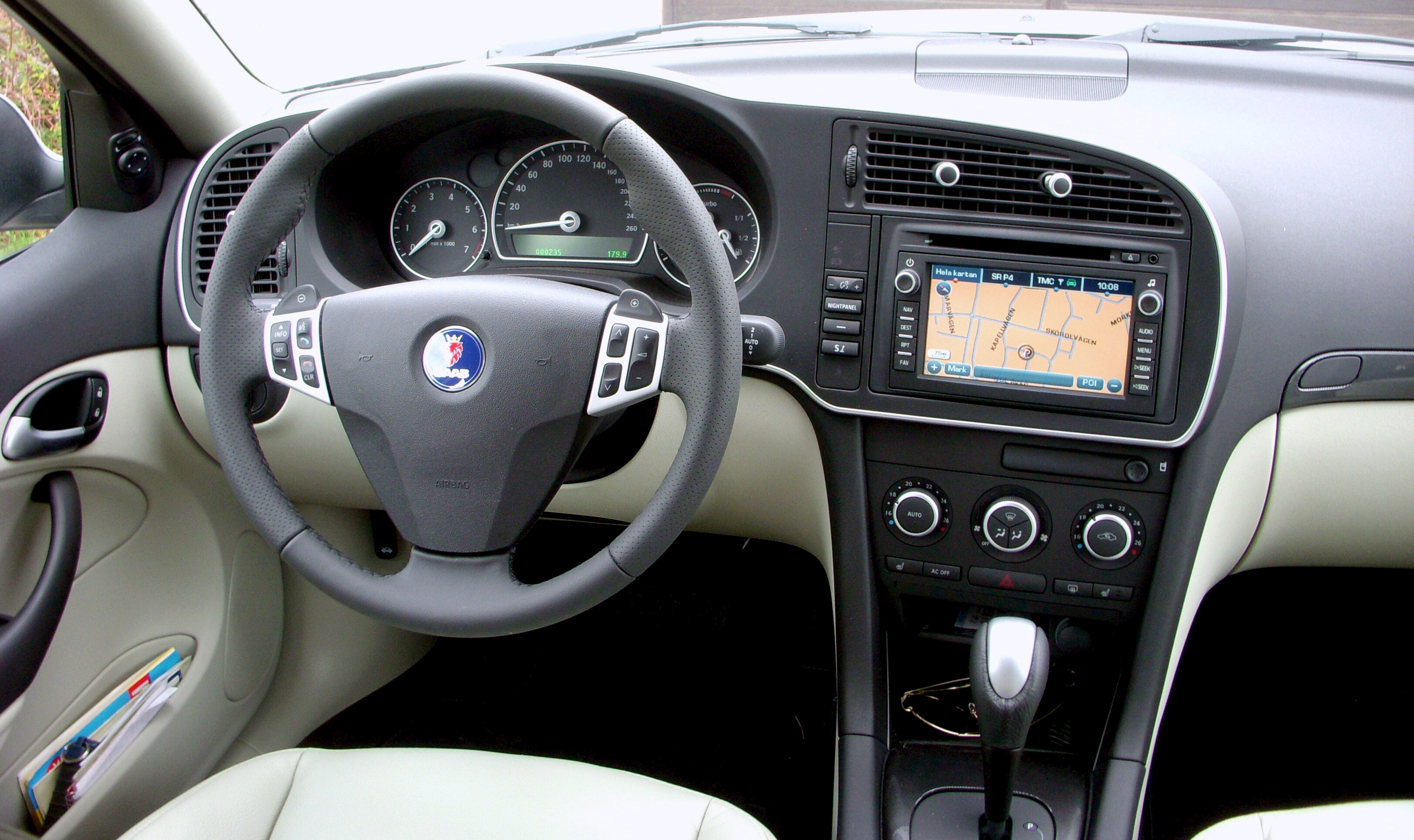
Saab 9-3X
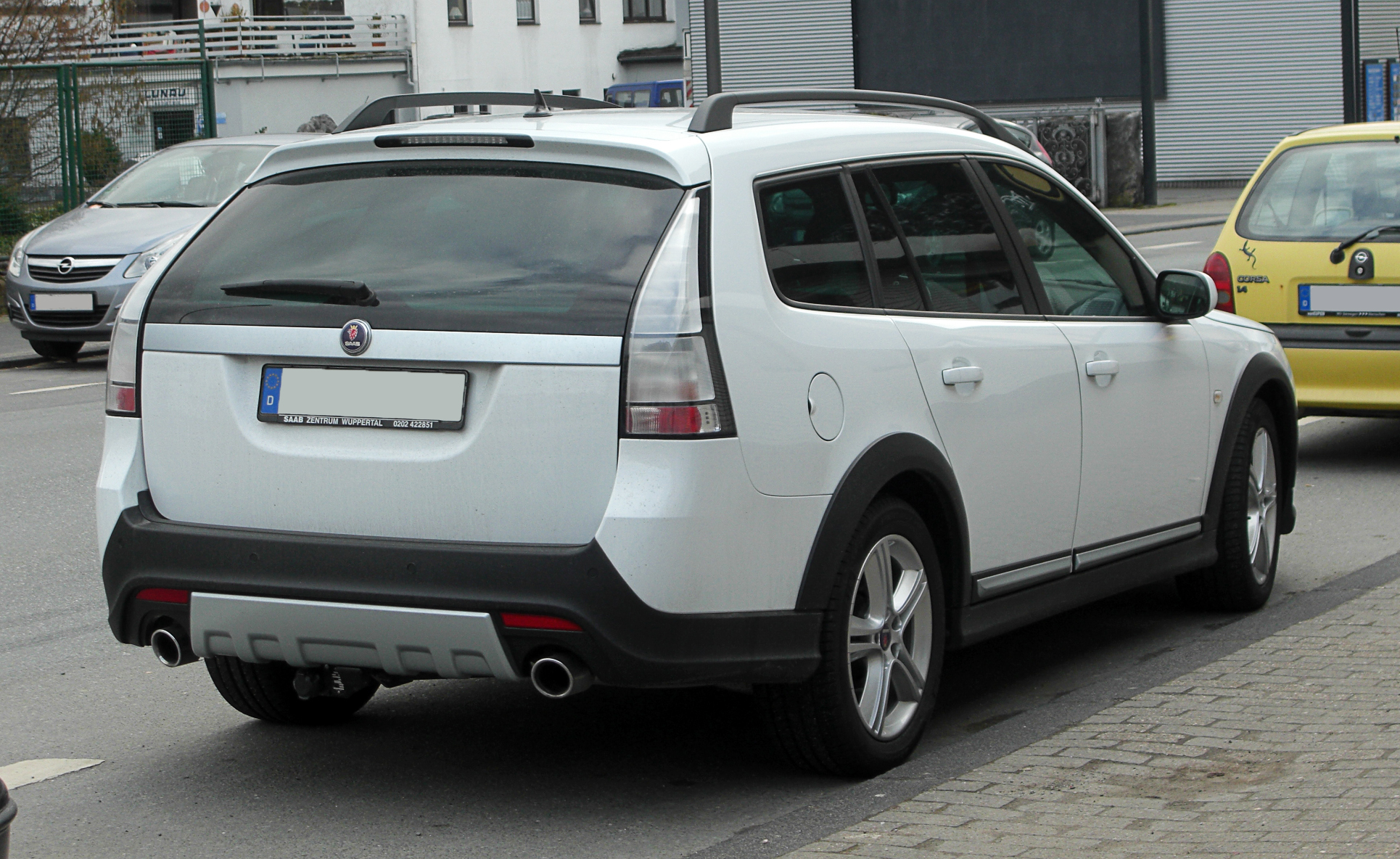
Saab 9-3X
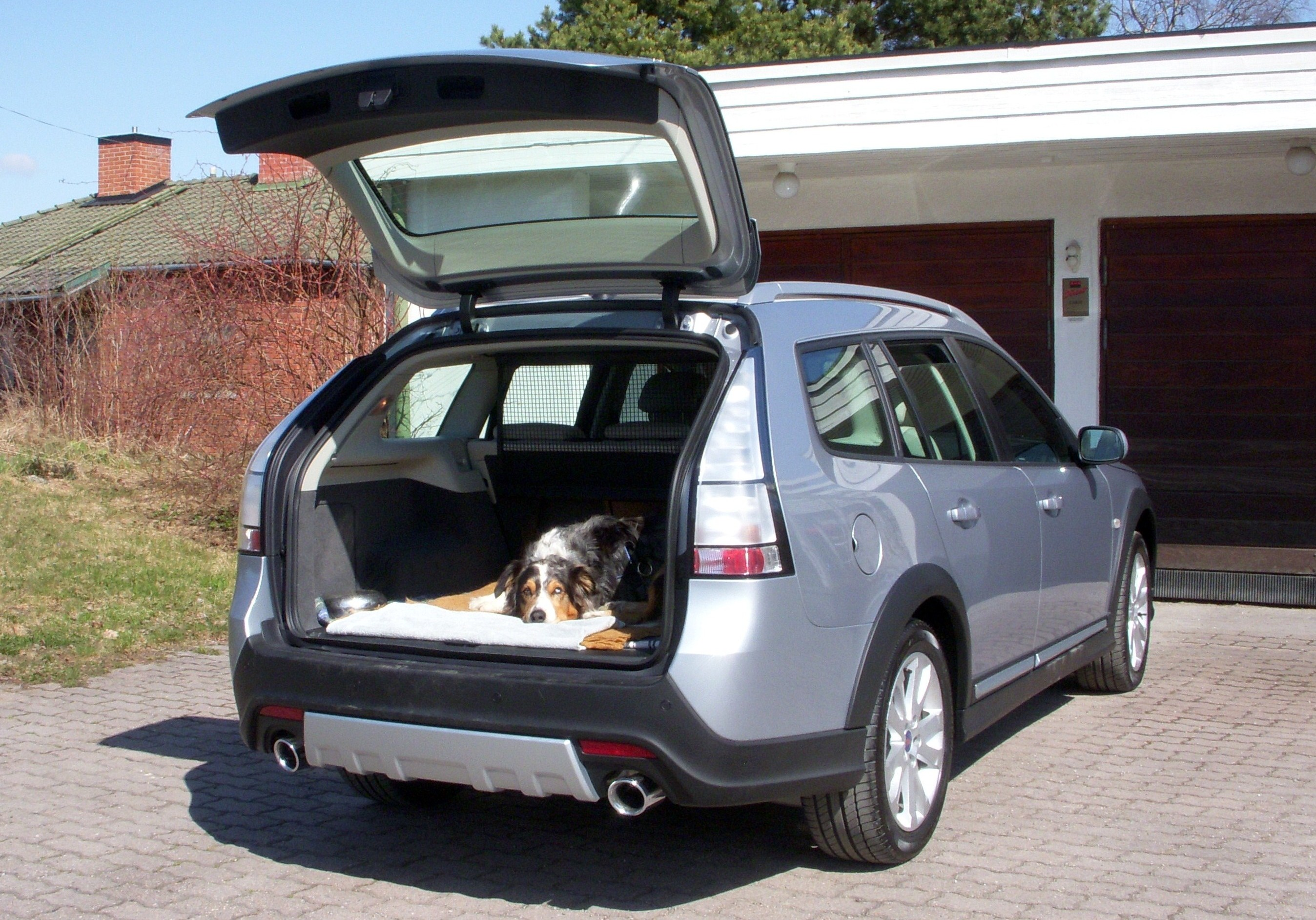
Saab 9-3X

### Saab 9-3 Aero Carlsson (2010)
У 2010 році виповнилося 50 років з моменту першої перемоги Еріка Карлссона для Saab на RAC Rally на Saab 96. Всього було виготовлено 96 Aero Carlsson 9-3. 9-3 Aero Carlsson оснащувався системою перехресного приводу Saab (XWD), двигуном з турбонаддувом, 2,8 л V6 потужністю 280 к.с. і 400 Нм крутного моменту через 6-ступінчасту гідравлічну автоматичну коробку передач Sentronic.

### Saab 9-3 ePower (2010)
Електромобіль Saab 9-3 ePower дебютував на Паризькому автосалоні 2010 року, ставши першим електромобілем Saab. Концепт-кар ePower базується на універсалі 9-3 SportCombi і оснащений літієвою батареєю з ресурсом батареї 35,5 кВт-год у співпраці з Boston Power. Завдяки електродвигуну потужністю 184 кінських сили максимальна швидкість може досягати 150 км/год (93 милі/год), а орієнтовний запас ходу становить 201 кілометр (125 миль).
Акумуляторний модуль сконструйований у положенні загальної вихлопної системи автомобіля та паливного баку, що дуже допомагає противазі. Освітлення та кондиціонування повітря в автомобілі забезпечує інший акумуляторний модуль, який відокремлений від електроживлення транспортного засобу.
Saab планували провести дворічні випробування та поставити 70 експериментальних парків ePower у Швеції наприкінці 2011 року для проведення практичних випробувань, наближених до загального стилю життя.

### "facelift" (2011)
В 2011 році модель оновили, автомобіль отримав нові бампери, решітку радіатора і приставку до назви Griffin.

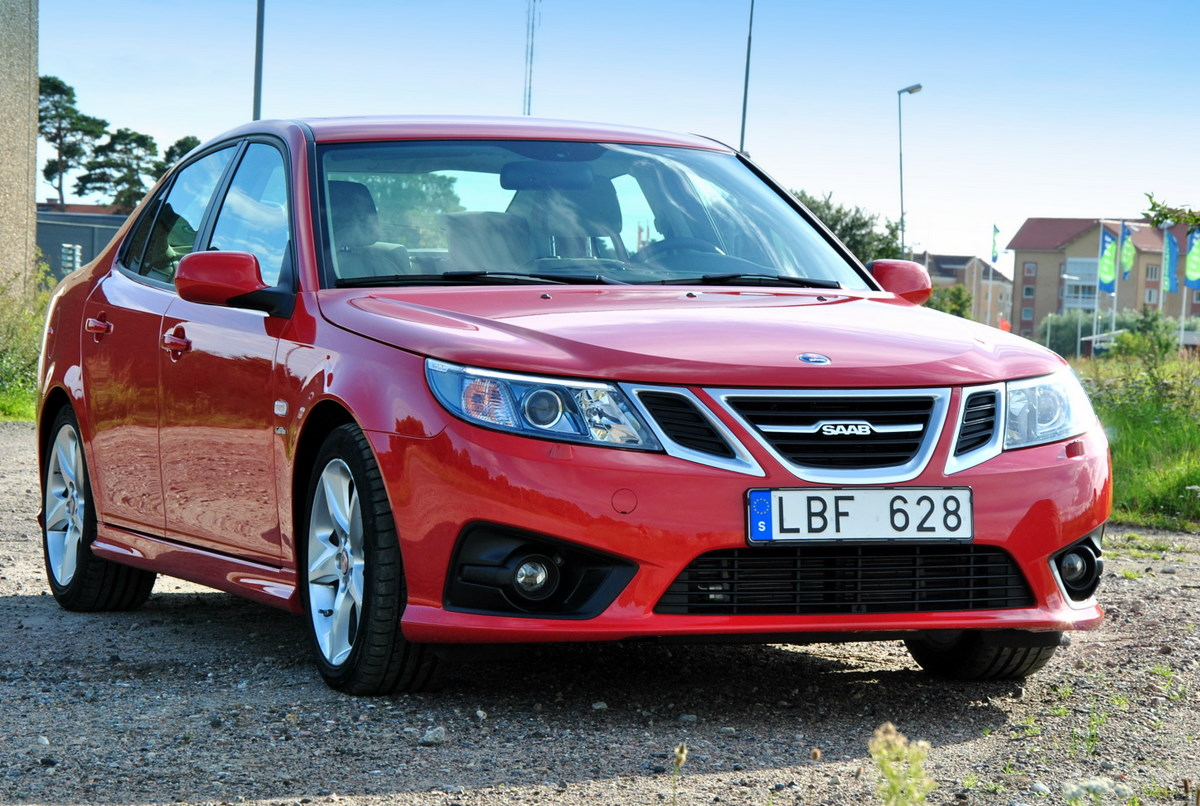
Saab 9-3 Griffin
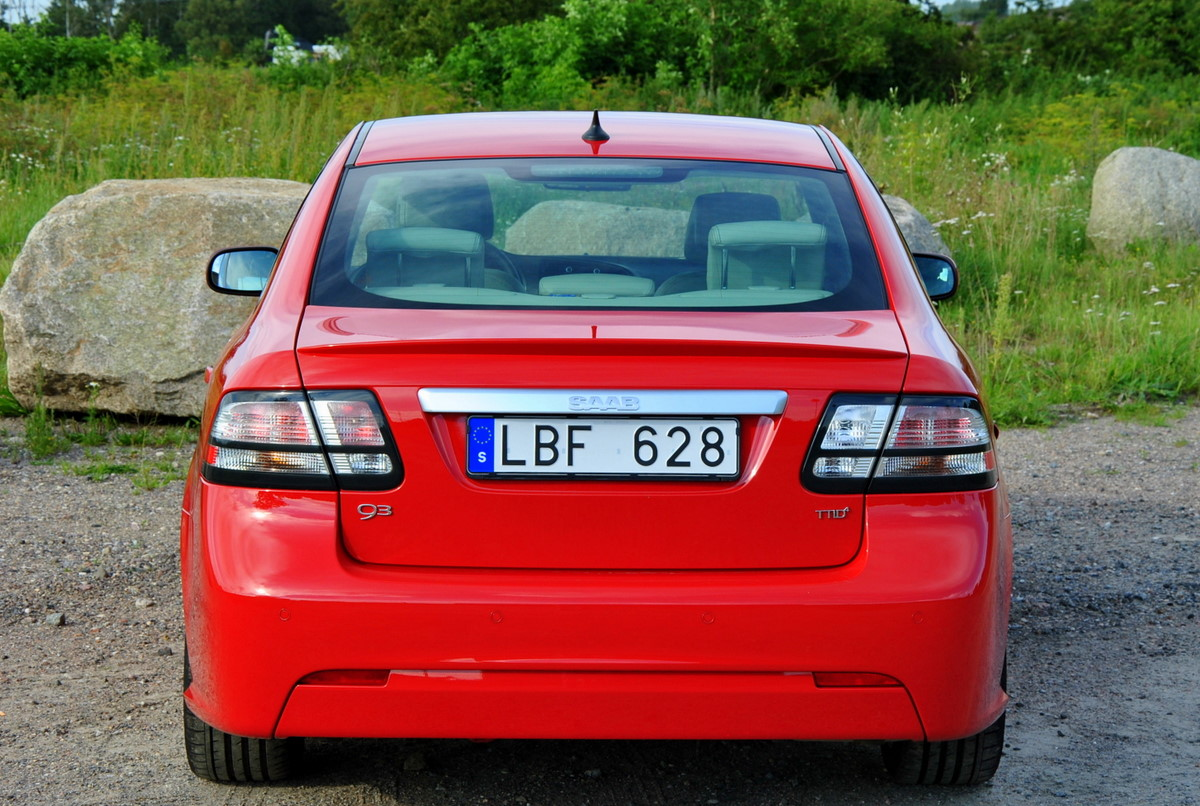
Saab 9-3 Griffin
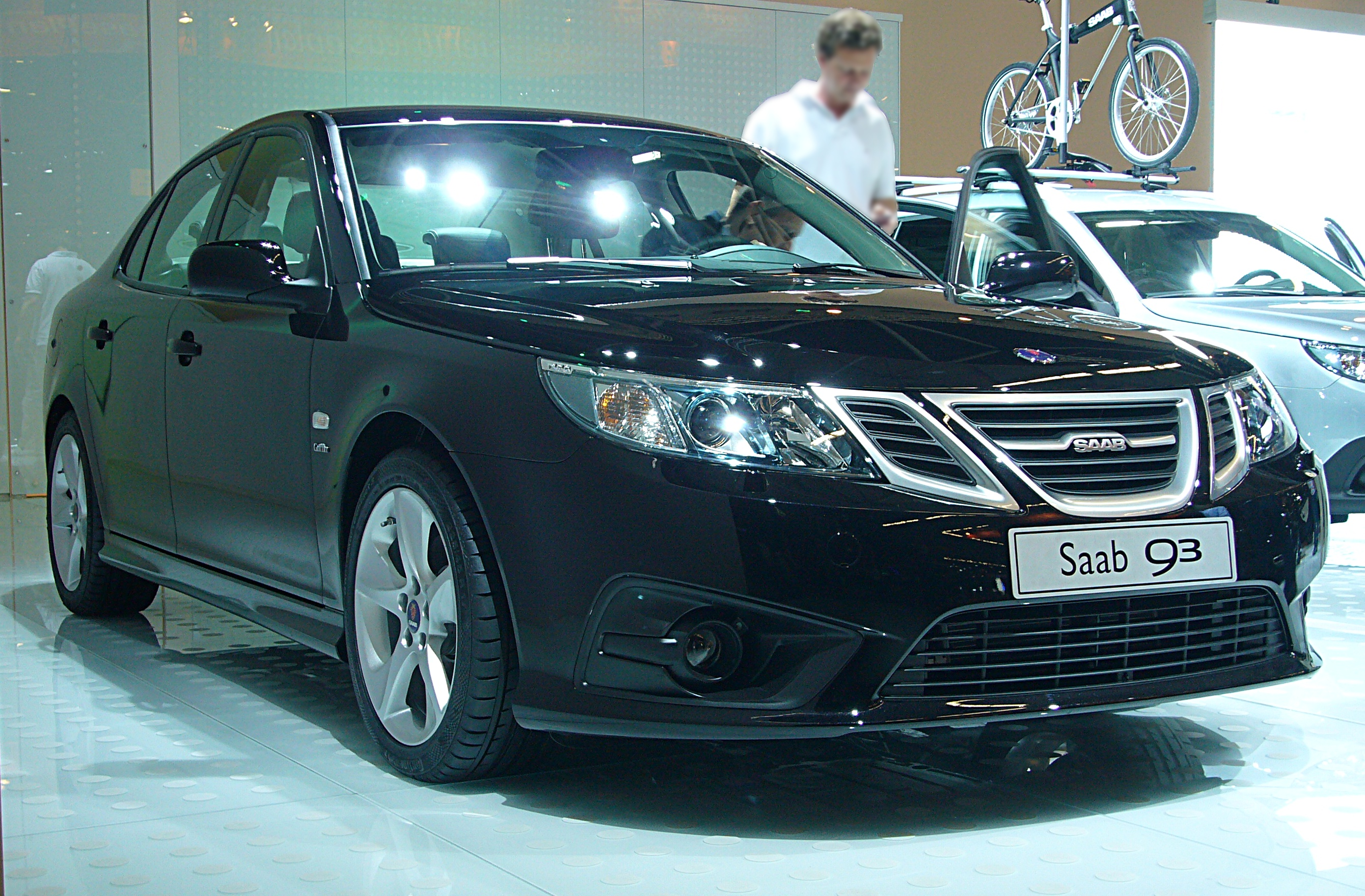
Saab 9-3 Griffin Sport Sedan
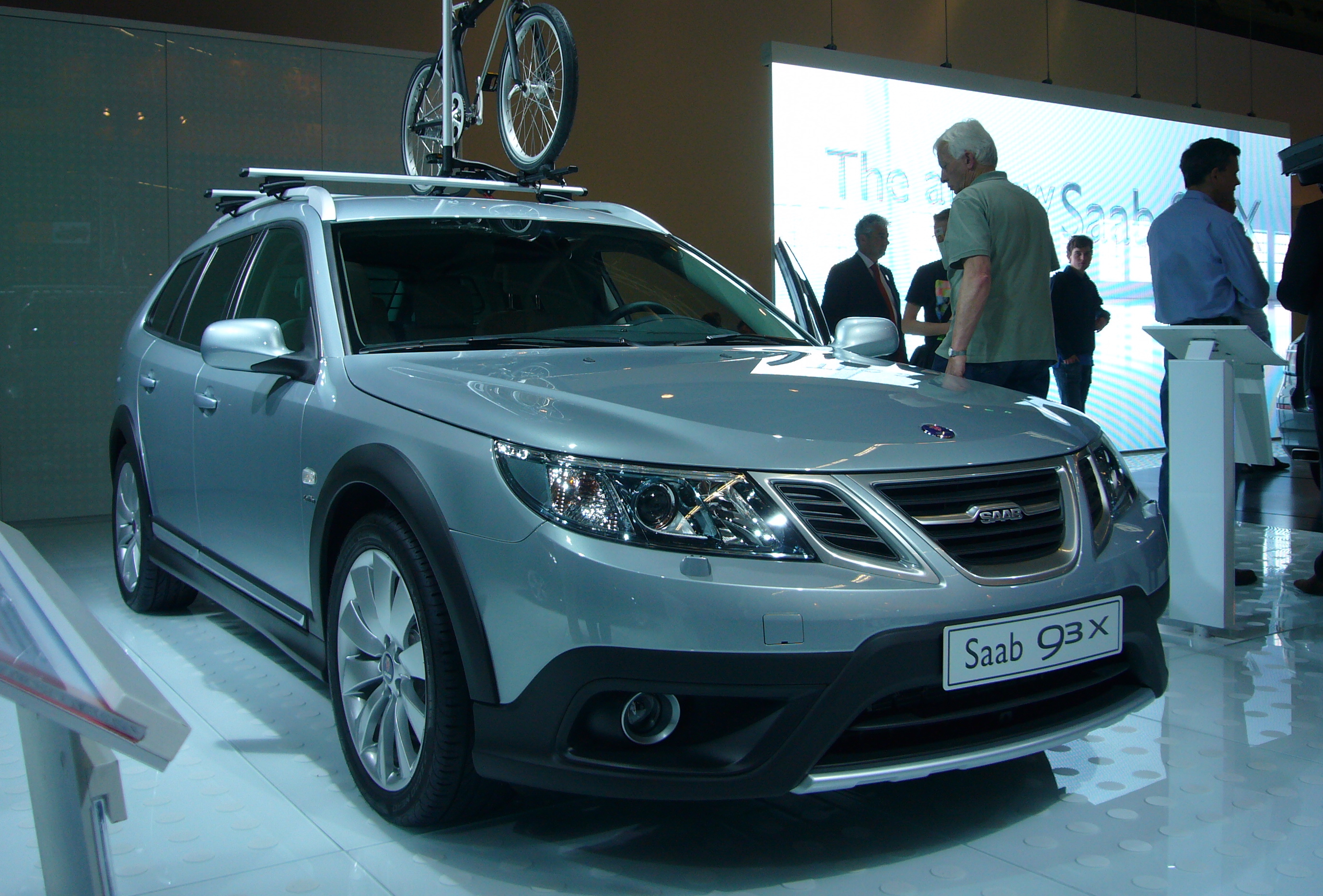
Saab 9-3X Griffin

### Saab 9-3 Independence Edition TTiD (2012)

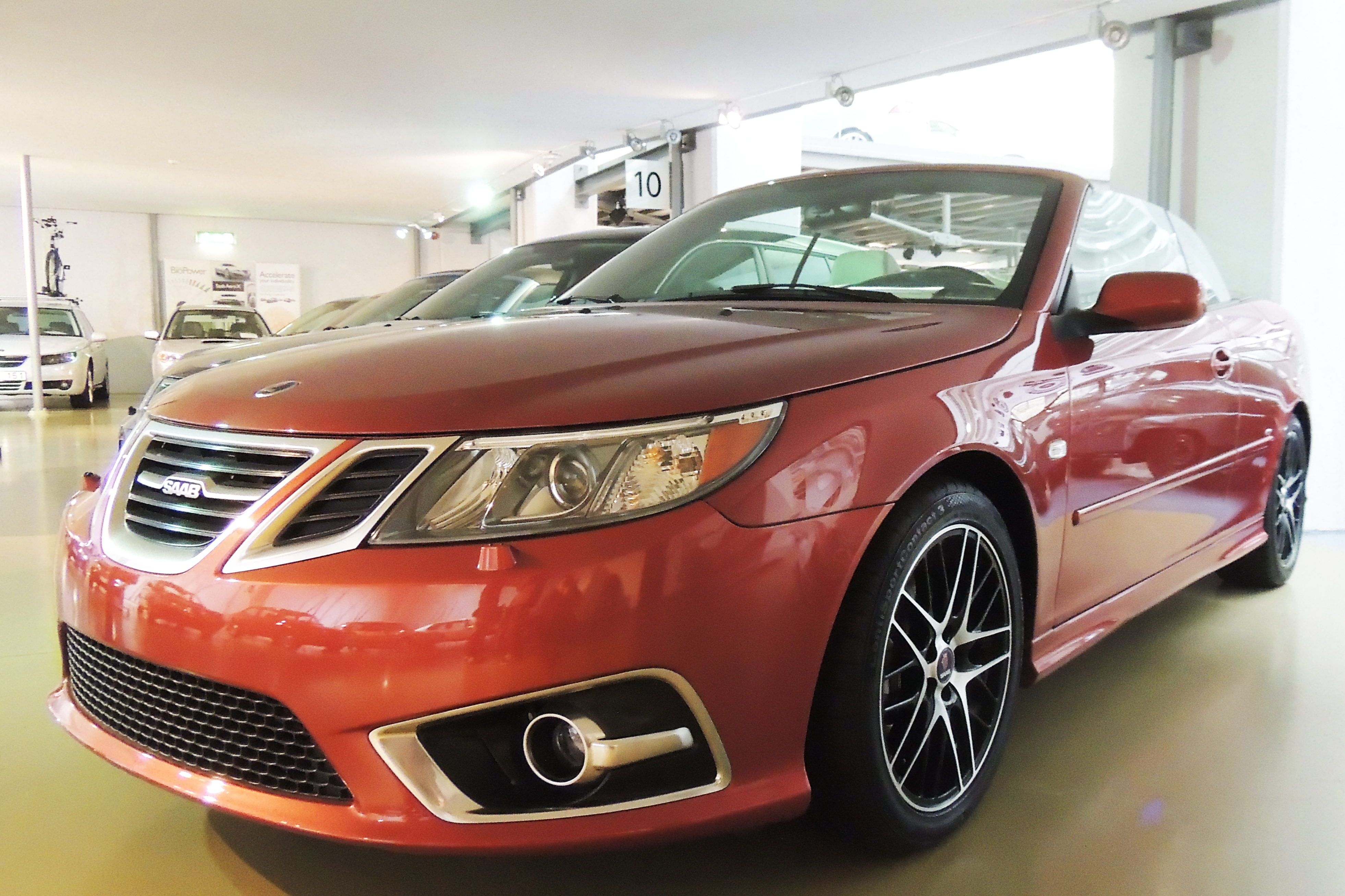
Saab 9-3 Independence Edition TTiD

22 лютого 2012 року було виготовлено останні 47 автомобілів Saab. Усі автомобілі були кабріолетами 9-3 «Independence Edition», зібраними одним із найбільших автодилерів Швеції, ANA, у Троллгеттані. З 47 зібраних автомобілів 21 був з кермом зліва, а 26 з правої сторони. Останнім Saab був кабріолет Saab 9-3 Aero Independence Edition TTiD.
Щоб відсвяткувати першу річницю придбання Saab компанією Spyker, на Женевському автосалоні було представлено обмежену серію 9-3 Independence Edition, засновану на специфікації 9-3 Aero Convertible, обмеженою кількістю 366 одиниць, кожна з яких представляє кожен день перший рік, а додатковий один символізує початок 2 року, і номер кожного автомобіля вигравіруваний на боці автомобіля.
Фарба кузова 9-3 Independence Edition — це спеціальна металева фарба Amber Orange (бурштиновий помаранчевий металік), яка поєднується з ексклюзивними 18-дюймовими легкосплавними колісними дисками автомобіля з 5 спицями та чорним двоколірним покриттям. Інтер’єр складається з сидінь, обтягнутих овечою шкірою, прикрашених яскраво-помаранчевими лініями посередині, а шви помаранчевого кольору під колір автомобіля, і він оснащений сірими кантовими накладками для ніг. Панель приладів має привітальне повідомлення для водія та оснащена унікальним турбодатчиком. Оздоблення, ручне гальмо, сидіння коробки передач і ручки дверей прикрашені шкірою з вуглецевого волокна та оснащені спортивним кермом.
Що стосується потужності, існує 1,9-літровий двоступеневий дизельний двигун потужністю 180 к.с. з турбонаддувом, бензиновий двигун із турбонаддувом потужністю 220 к.с. із безпосереднім уприскуванням і змінним газорозподілом, а також біодинамічна версія, яка може використовувати будь-яке поєднання бензинових двигунів або двигунів на біопаливі E85, усі двигуни. може поєднуватися з 6-ступінчастою автоматичною або механічною коробкою передач.

### Saab 9-3 NEVS 2013

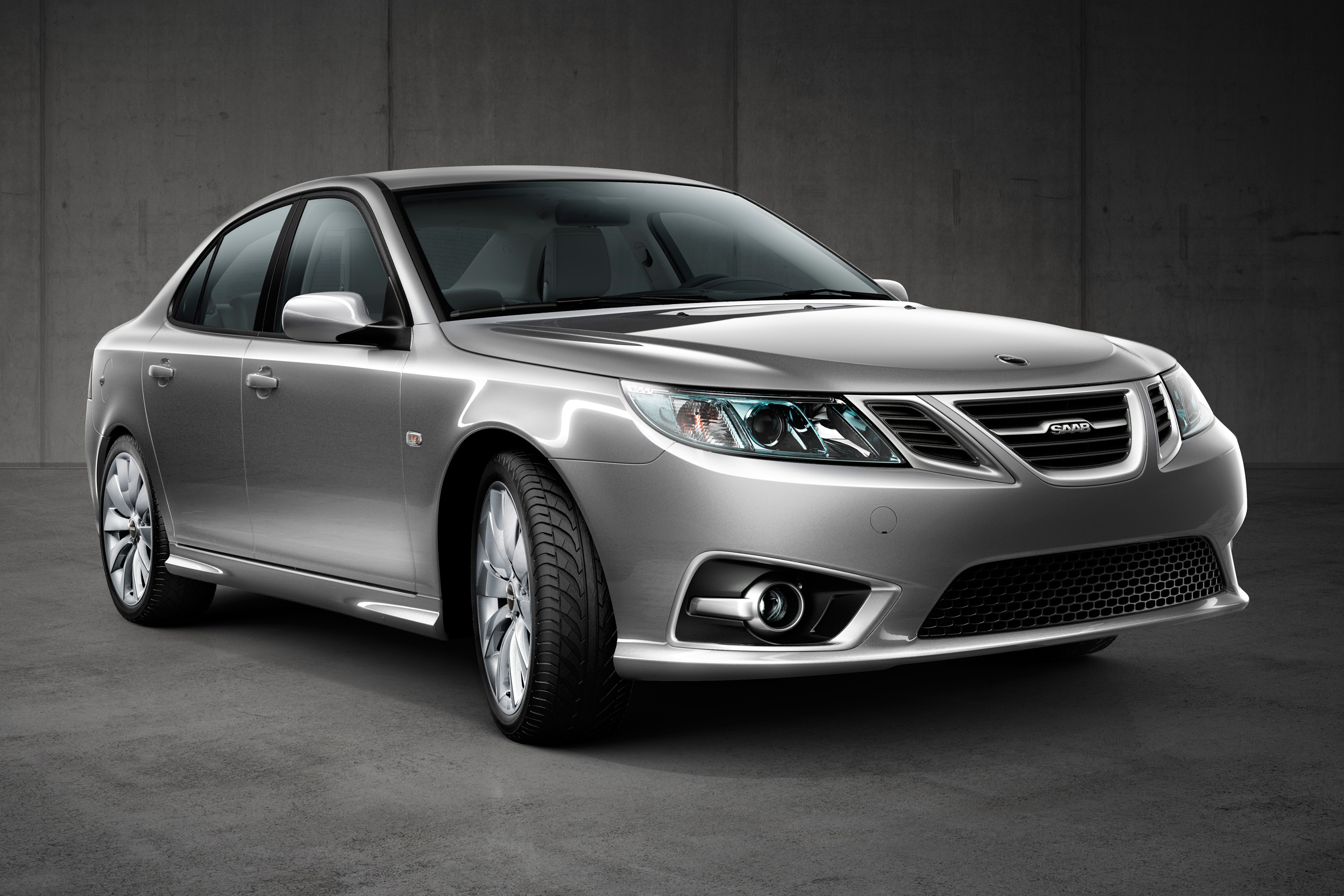
Saab 9-3 Aero

19 грудня 2013 року National Electric Vehicle Sweden (NEVS) перезапустила виробничі лінії седана на заводі Trollhättan. Близько десяти седанів Saab 9-3 спочатку збирають як передсерійні моделі, щоб відкалібрувати складальні лінії та випробувати 20 нових компонентів. Через відсутність ряду комплектуючих в зв'язку з банкрутством частини постачальників комплектуючих, NEVS були зроблені спроби зв'язатися з іншими постачальниками. Єдина зовнішня відмінність полягає у відсутності коронованого грифона, заміненого круглим значком із абревіатурою Saab у срібло на чорному тлі, оточене хромом. У грудні з’являться комерційні моделі, вироблені в невеликих кількостях до появи електричних і оновлених версій. Це модель Aero, оснащена Opel 2.0 turbo ecotec A20NHT I4 потужністю 220, 2 коробки передач на вибір - класичний автомат або МКПП, два кольори кузова - сріблястий або чорний, 2 варіанти легкосплавних дисків.  Шкіряна оббивка від іншого постачальника має нові сидіння, аналогічні яким ставилися на Volvo XC90. Автомобіль, призначений для обмеженого розповсюдження в Швеції та Китаї, можна замовити на веб-сайті NEVS. Некитайські клієнти повинні приймати доставку безпосередньо з заводу.
Виробництво електричних моделей почалося в лютому 2014 року в Тролльхеттані, із замовлення на 200 автомобілів китайським містом Циндао (фінансовий партнер), яке буде доставлено в квітні того ж 21 року. Якщо сам автомобіль збирається в Швеції, батареї додаються в Китаї, на заводі в Циндао. Призначений для китайського ринку, автомобіль, тим не менш, буде доступний у Швеції.
Виробництво Saab 9-3 зупинено 20 травня 2014 року, оскільки через відсутність готівки постачальникам не розрахувалися 22.

## Гоночна ліга

### TTA – Racing Elite League[en]/PWR Racing[en]
Основна мета Елітної ліги TTA – змагання полягає в тому, щоб усі брали участь у перегонах на однакових умовах. Йдеться не про команду з найбільшим бюджетом на розробку нових деталей, а про кращого водія та кращу команду.
На цьому знімках ми бачимо загальну аеродинаміку у формі переднього спліттера, заднього дифузора та заднього антикрила. Ми також бачимо загальне шасі з каркасом та перегородкою, що відокремлює моторний відсік від місця водія. Комплект виготовлений французькою компанією Solution-F. Спільне виробництво Flash Engineering і Team Tido.
Двигуни також від Solution-F у співпраці з Nismo, а використовувані KERS були розроблені так само компанією Solution-F.

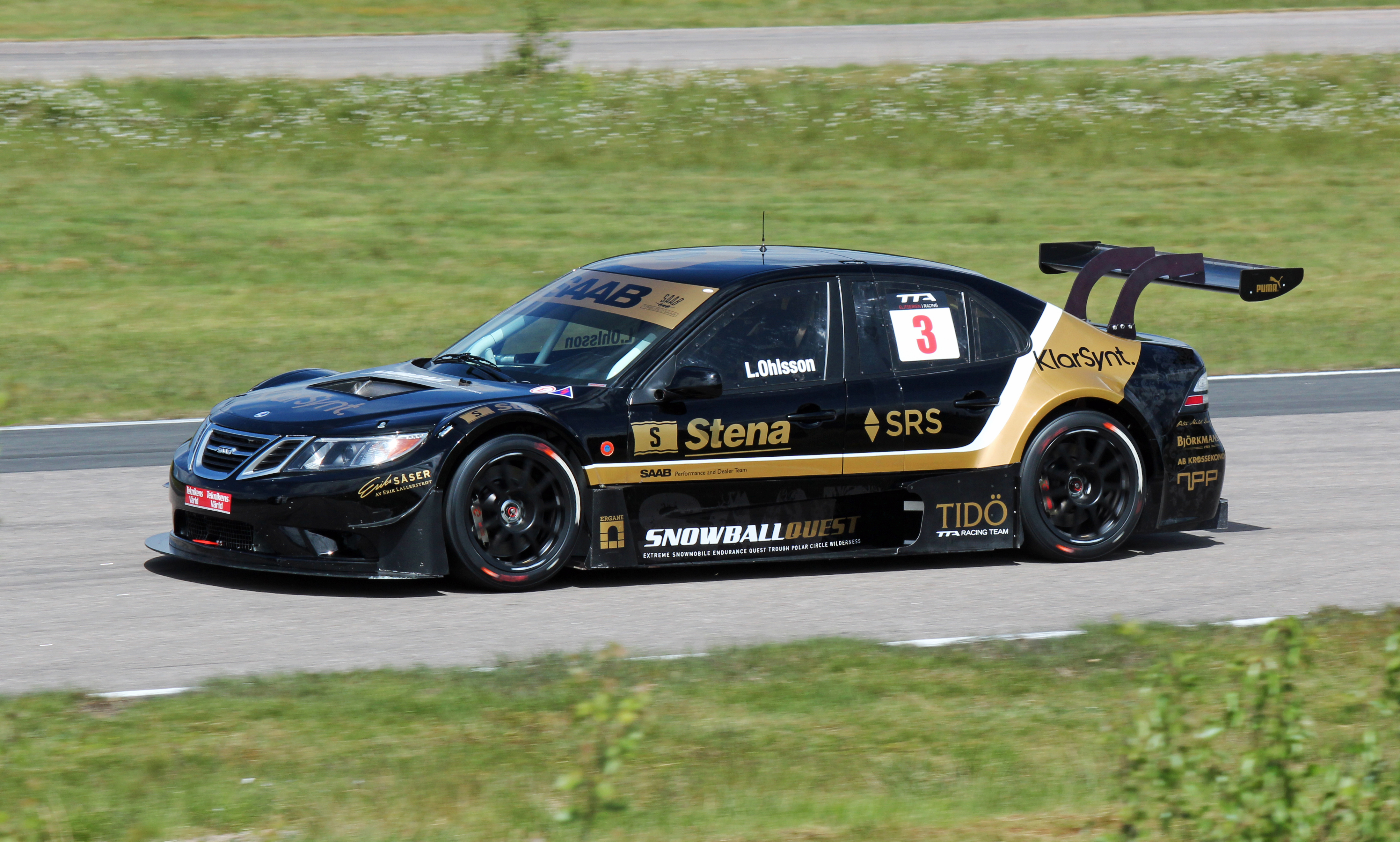
SAAB 9-3 TTA
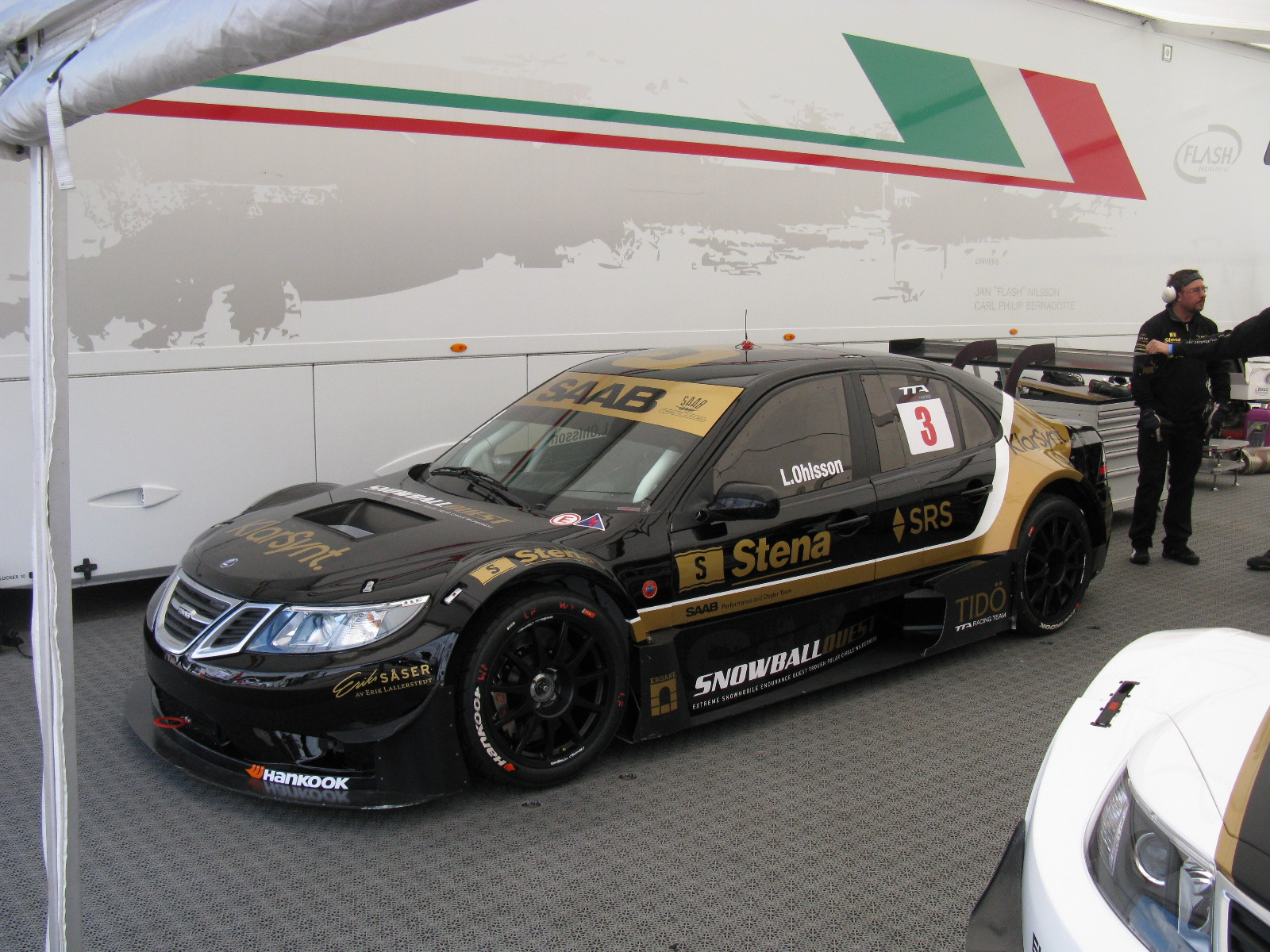
SAAB 9-3 TTA
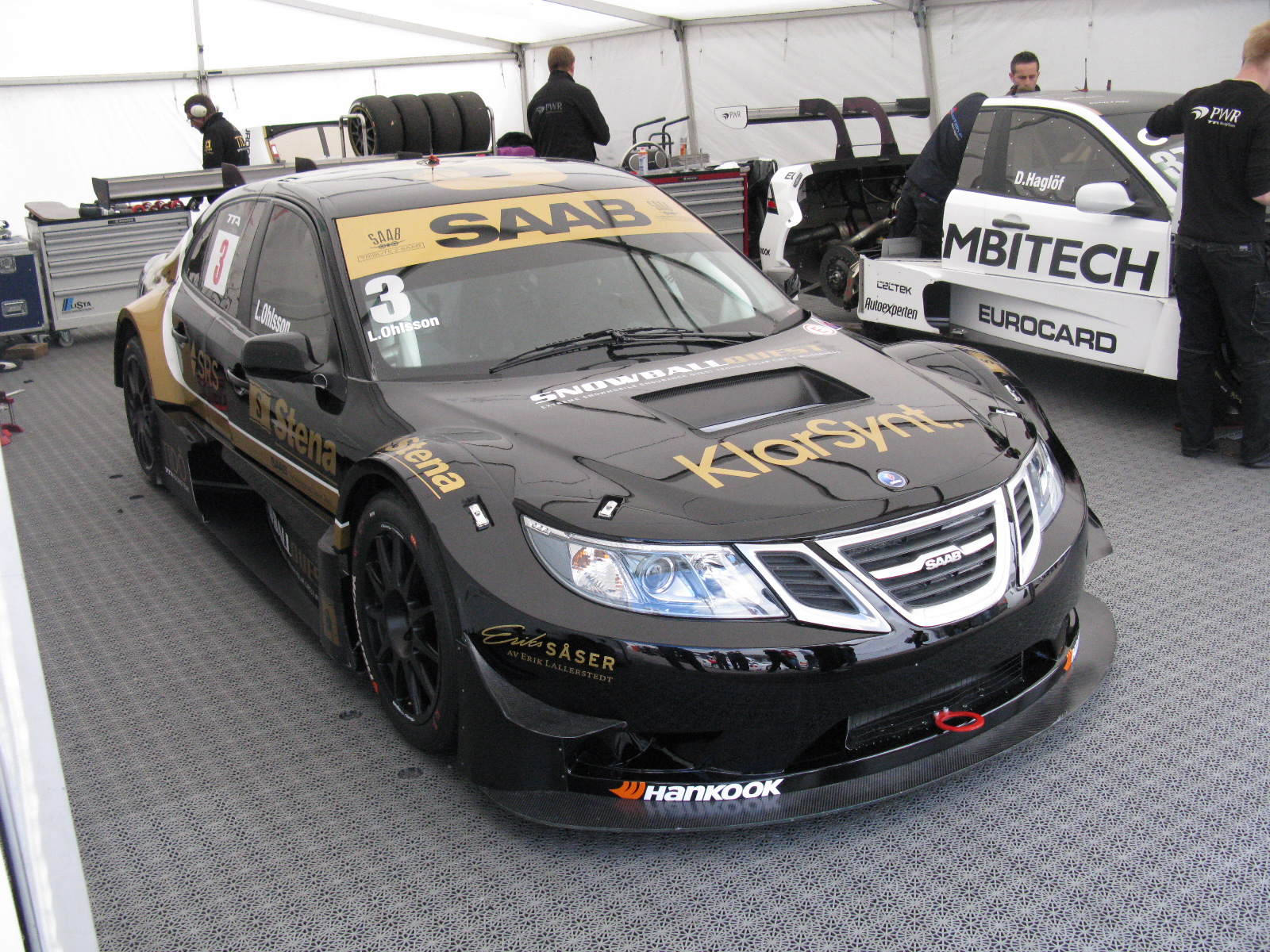
SAAB 9-3 TTA

## Китайські версії
У той час як наприкінці 2009 року GM ще вів переговори про сесію Saab Automobile з нідерландською Spyker Cars, китайська фірма BAIC купила виробничі інструменти для старого Saab 9-5, а також для другого покоління Saab 9-3 16. Саме на Пекінському автосалоні в квітні 2010 року була представлена модель Beijing C60, яка відповідає версії, що передувала рестайлінгу Saab 9-3 17 2007 року.
У січні 2011 року виробник Beijing Automotive об’єднався з адміністрацією міста Пекін, щоб випробувати 30 електромобілів, у тому числі близько десяти, створених безпосередньо на базі Saab 9-3 2008, який тоді отримав назву Q60FB18. Транспортні засоби, доставлені з вітчизняним зарядним пристроєм, роздаються громадянам Китаю шляхом жеребкування. Проект замінює скасований на Chrysler, який мав запропонувати базу в Себрінгу. Q60FB оснащений електродвигуном напругою 336 В, який видає від 100 кВт до 130–300 Н·м при 3500–5000 об/хв. Оснащений акумулятором на 336-375 В А·год, автомобіль розвиває швидкість 160 км/год із середнім запасом ходу 160 км. Цей китайський Saab розганяється від 0 до 100 км/год за 12,8 секунди.
У 2014 році з'являється нова адаптація під позначенням Senova D60, забезпечена сукнею, переробленою фірмою Pininfarina. Senova (Shenbao) — бренд BAIC, відповідальний за використання ліцензій Saab, придбаних у GM. Цей Senova D60 представлений як спортивний автомобіль діапазону з 2,0-літровим турбованим двигуном потужністю 204 к.с. і 1,8-літровим двигуном потужністю 177 к.с.19. Виробництво почалося в квітні 2014 року на заводі в Гуанчжоу (провінція Гуандун) через нову юридичну особу під назвою Beiqi Guangzhou Automobile Corporation.

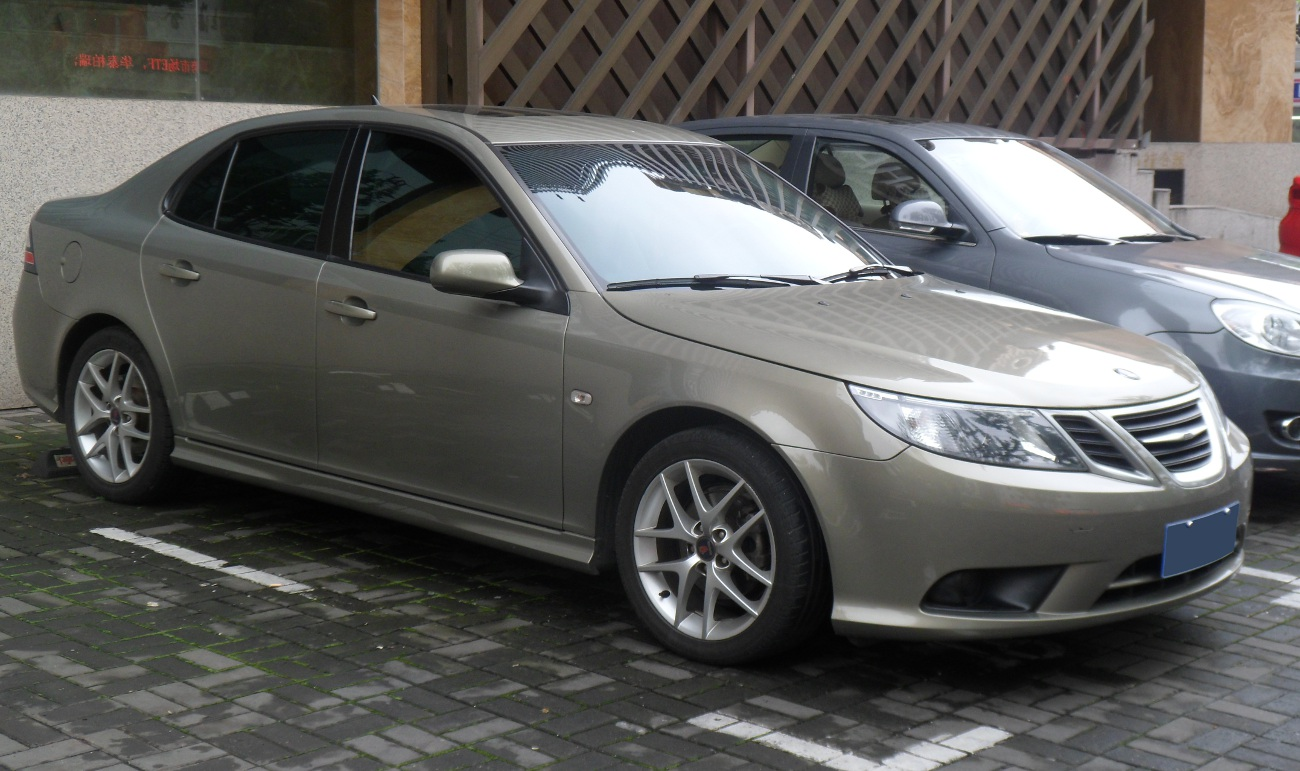
Saab 9-3 YS3F facelift China
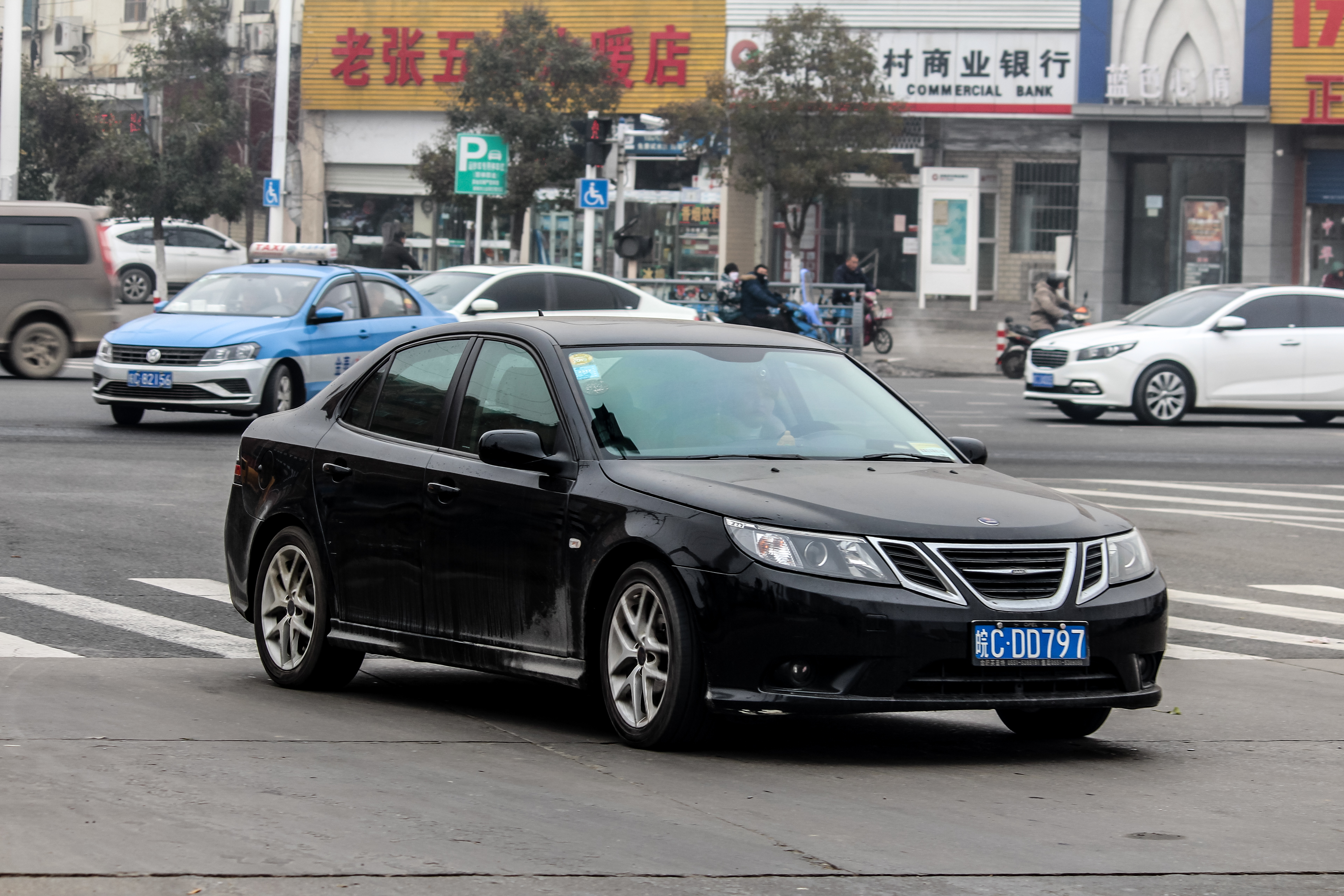
Saab 9-3 2.0T China
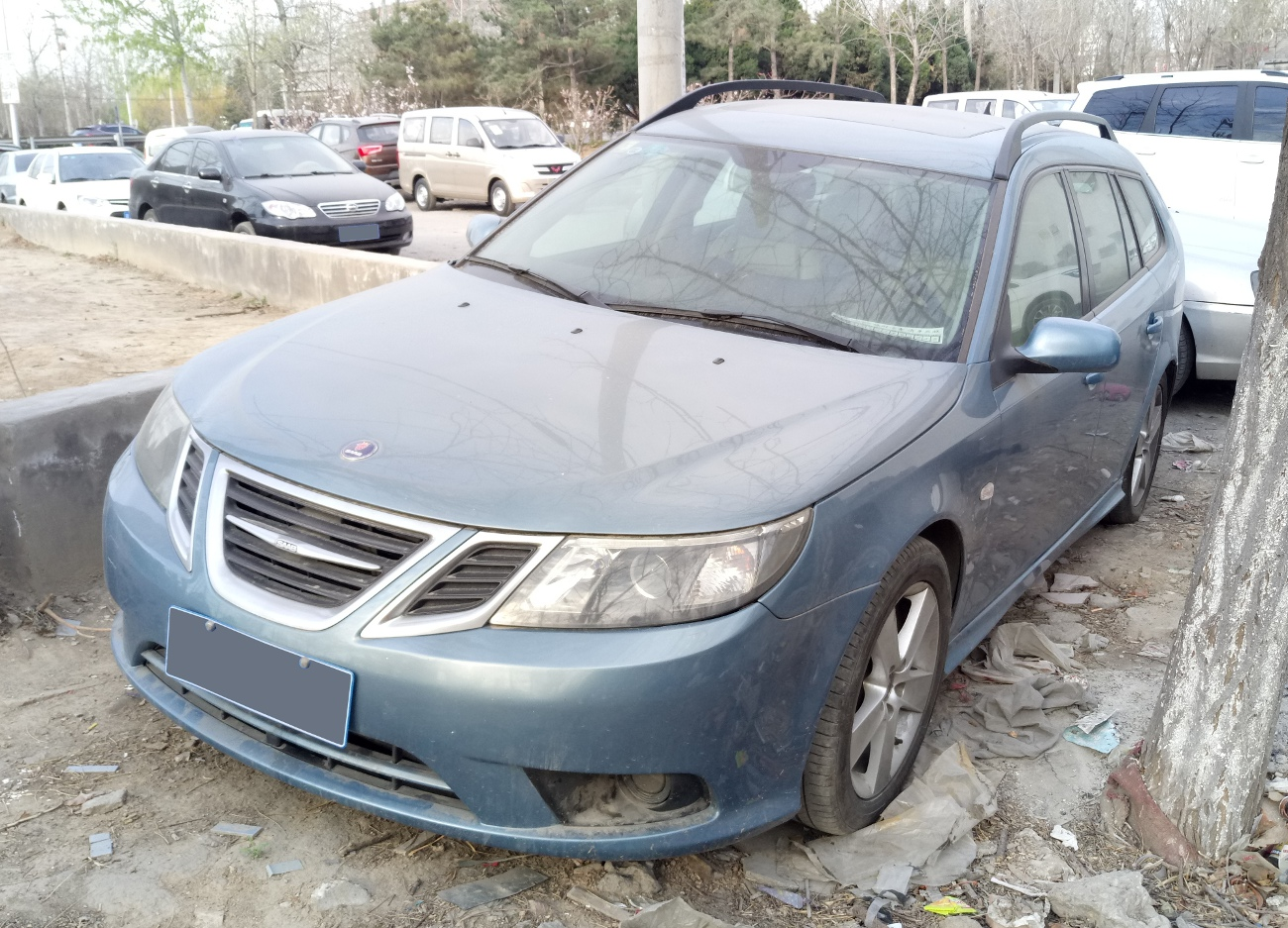
Saab 9-3 YS3F Wagon facelift China
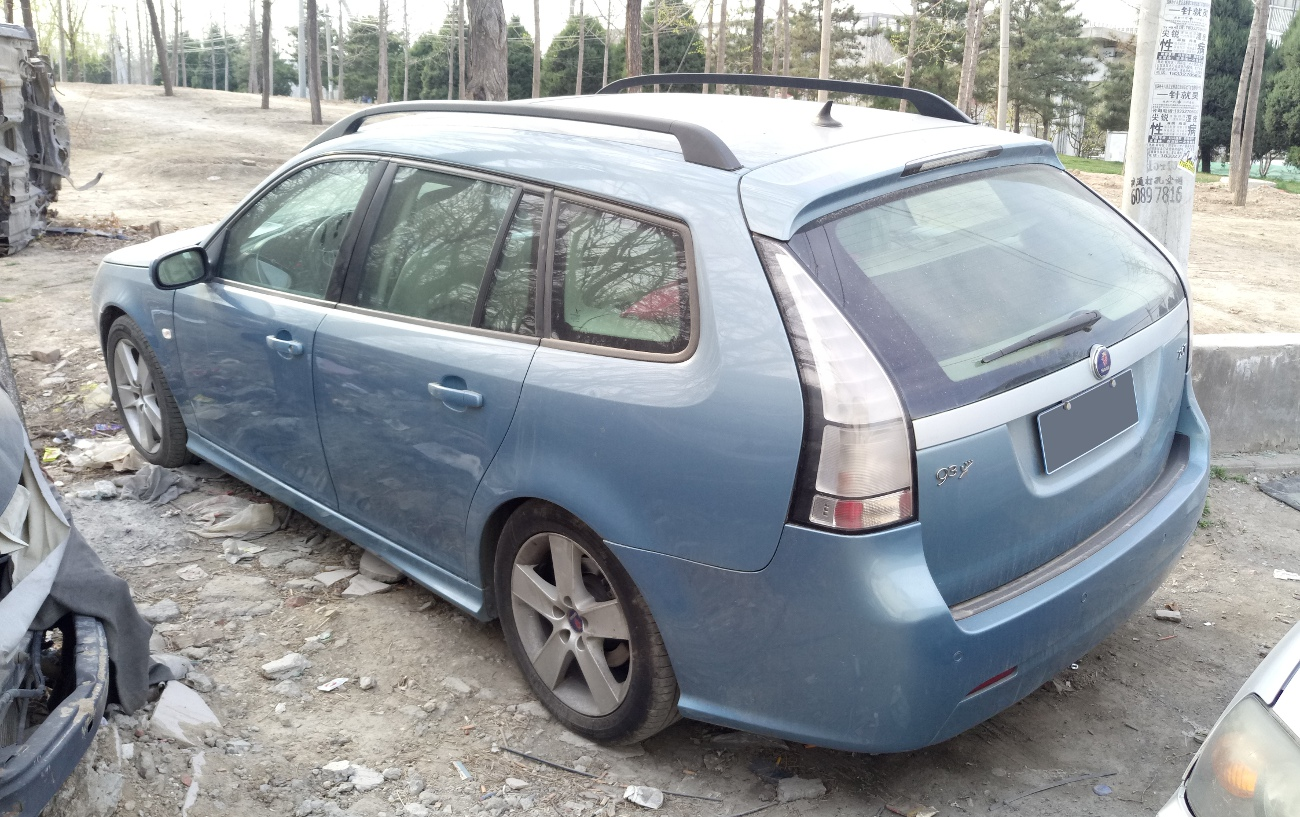
Saab 9-3 YS3F Wagon facelift China